# Plataforma Delta de General Motors
Delta es la plataforma de SUV crossover y automóvil compacto con tracción delantera del General Motors/Opel, una sucesora de la plataforma T, también reemplazó la plataforma J y la plataforma Z utilizada por Saturn S-Series. La plataforma debutó en el 2003 Saturn Ion. Los vehículos de esta plataforma generalmente llevan la letra "A" en el cuarto carácter de sus VIN. Delta utiliza una suspensión independiente en la parte delantera y tipo barra giratoria en la parte trasera. El motor Ecotec es ampliamente utilizado, al igual que una transmisión automática de 4 velocidades y manual de 5 velocidades.

## Delta

### Aplicaciones
Anteriores vehículos basados en esta plataforma:
- 2003–2007 Saturn Ion
- 2004–2010 Chevrolet Cobalt
- 2005–2009 Pontiac G5/G4/Pursuit
- 2005–2011 Chevrolet HHR

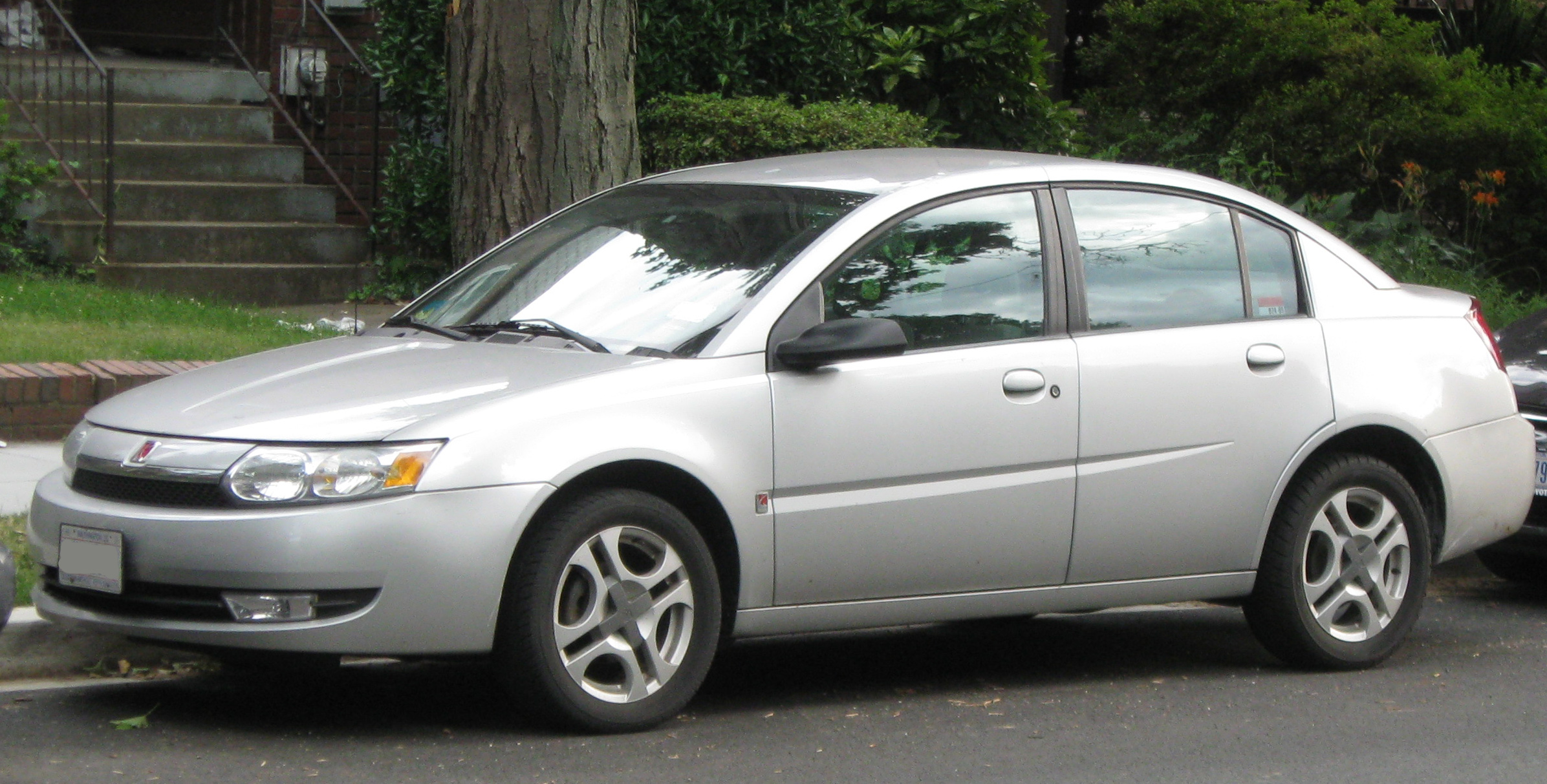
Saturn Ion
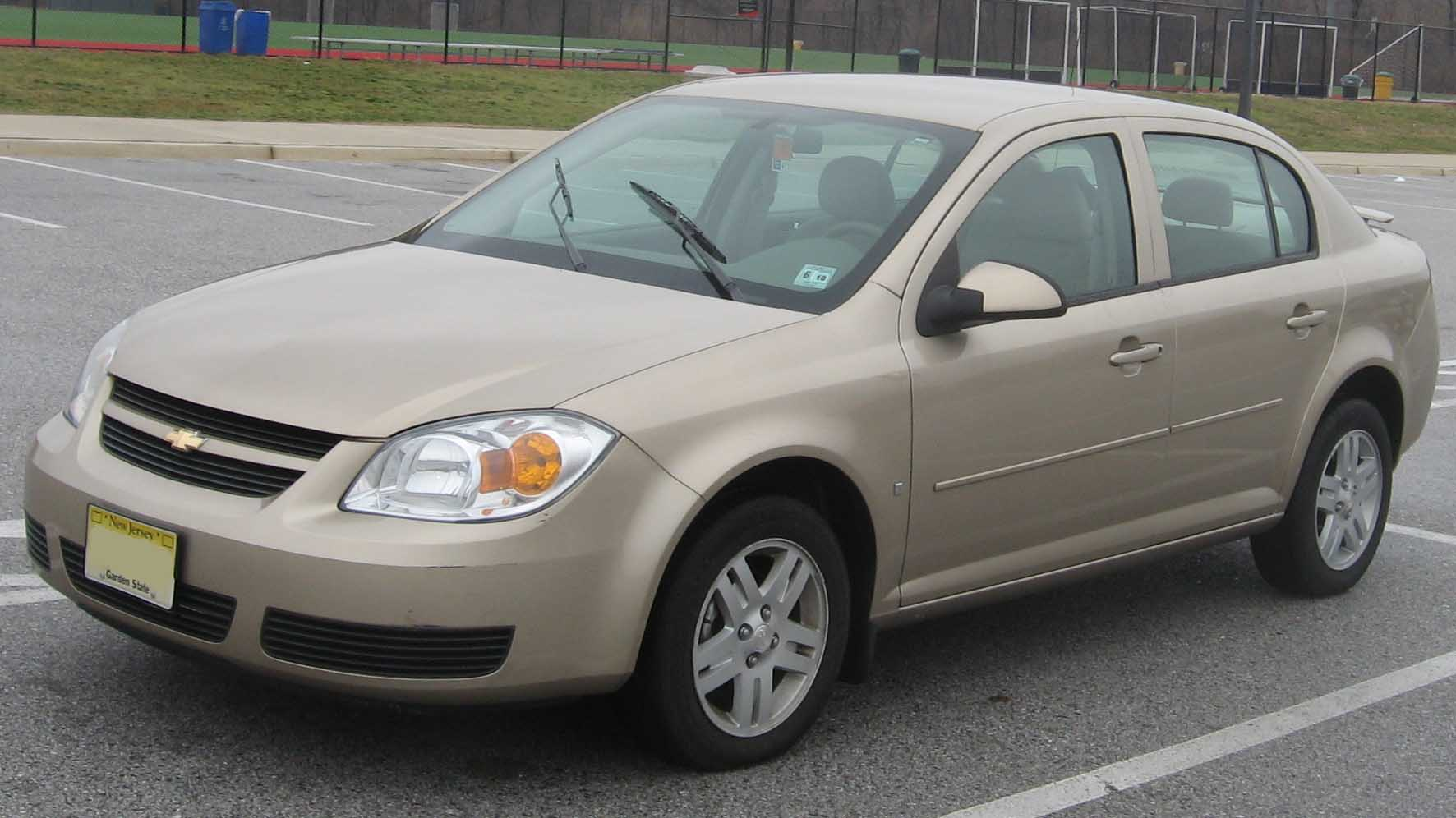
Chevrolet Cobalt
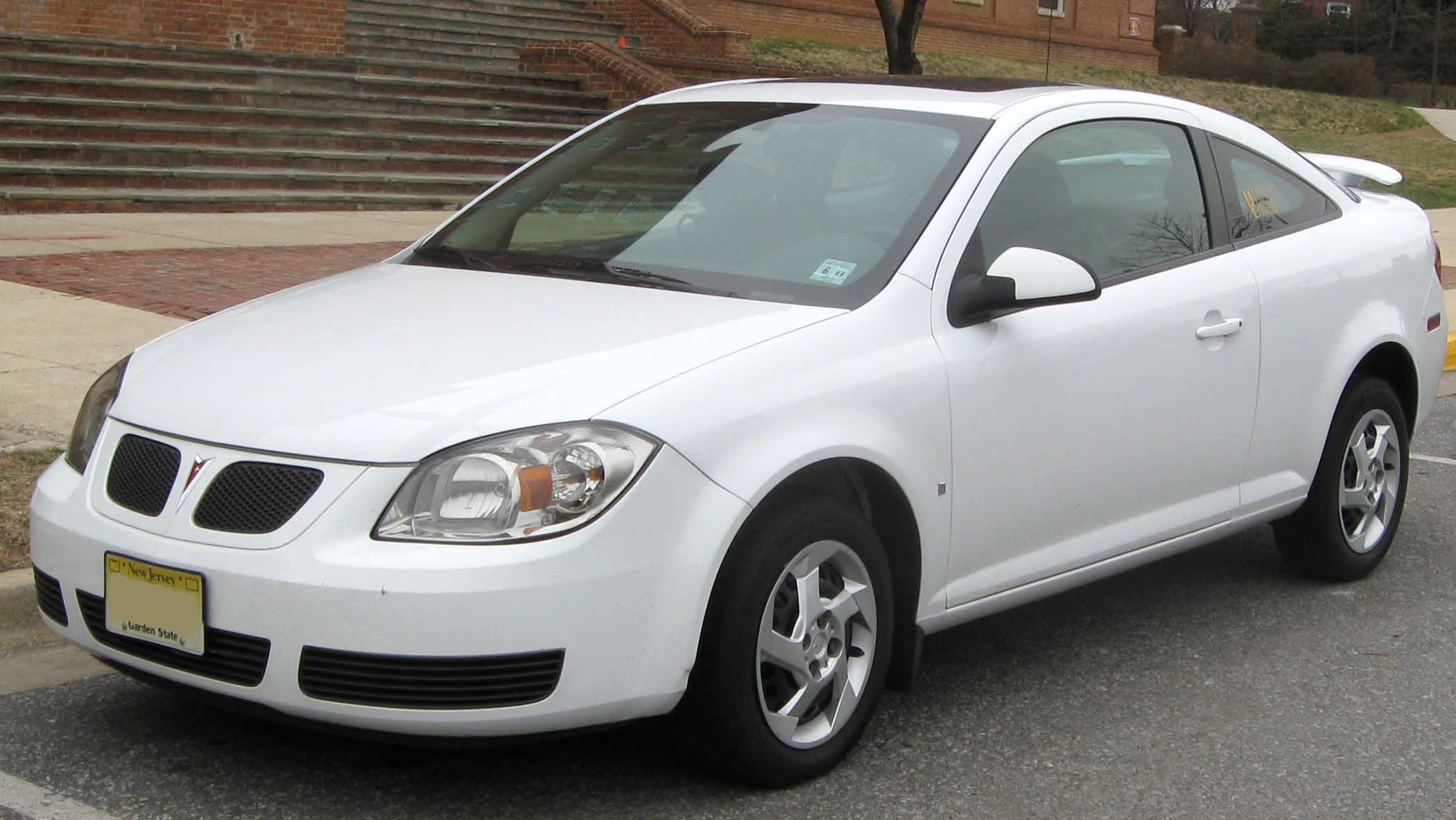
Pontiac G5/G4/Pursuit coupe
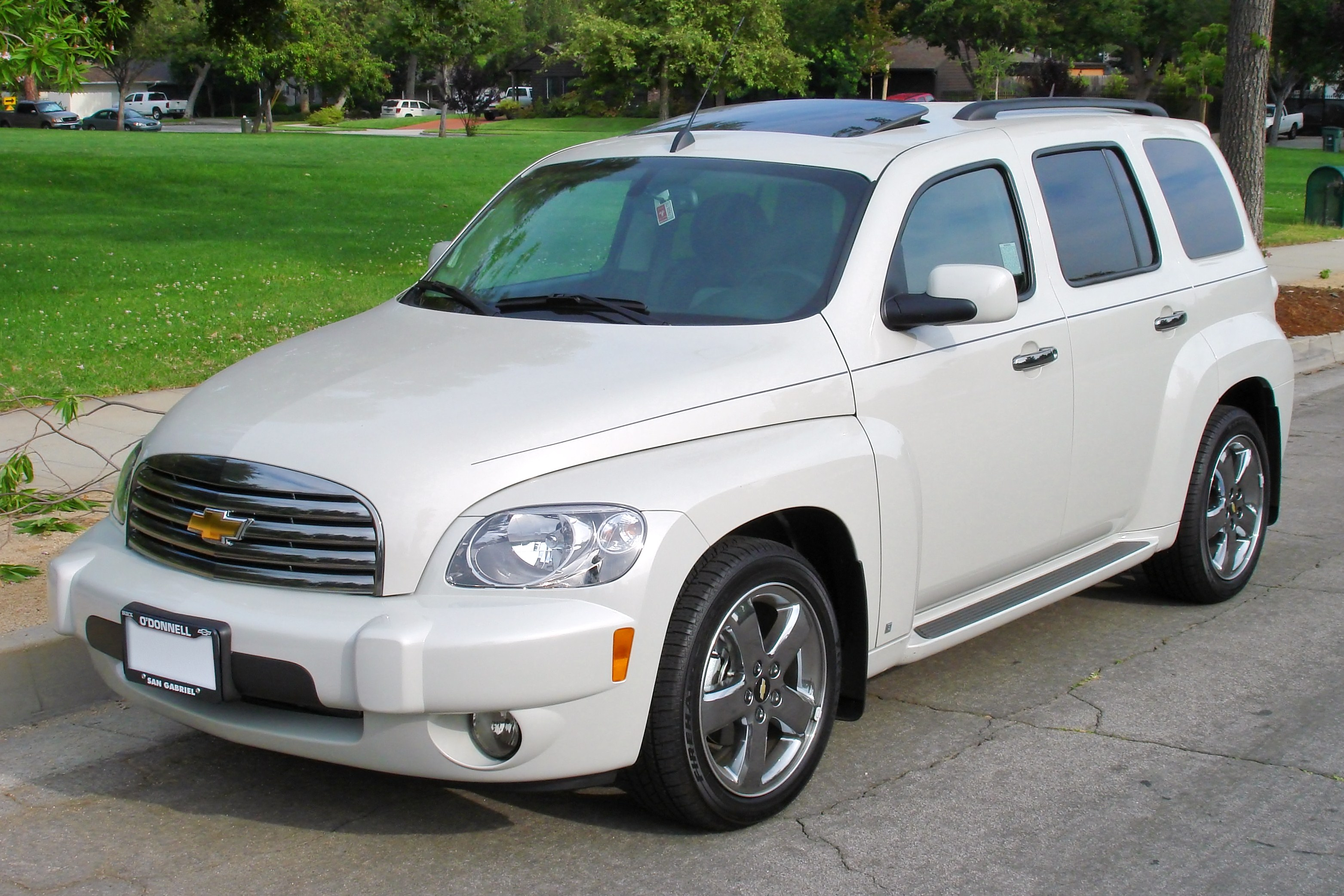
Chevrolet HHR

## Delta II
Delta II es la plataforma de General Motors, que fue desarrollado por Opel en Alemania. Es el sucesor de la plataforma GM Delta. Internamente se conoce simplemente como una nueva "Arquitectura de Vehículo Compacto Global o GCV".
La plataforma cuenta con una suspensión trasera de barra de torsión (comercializada como manivela compuesta) con enlace de Watt opcional que mejora el manejo del vehículo; dicha configuración se usa con el Opel Astra, Cadillac ELR, Opel Cascada y niveles de equipamiento más altos del Chevrolet Cruze del mercado estadounidense.
Esta suspensión generalmente se describe como semiindependiente, lo que significa que las dos ruedas pueden moverse entre sí, pero su movimiento aún está interrelacionado, en mayor medida que en una verdadera suspensión trasera independiente (IRS). Esto puede comprometer levemente el manejo y la calidad de conducción del vehículo. Por esta razón, algunos fabricantes han cambiado a diferentes diseños de varillaje. Como ejemplo, Volkswagen dejó caer la viga de torsión a favor de un verdadero IRS para el Volkswagen Golf Mk5, posiblemente en respuesta al Ford Focus' Control Blade trasero suspensión.
Como se señaló, ciertas marcas y modelos de GM han seguido utilizando la configuración de suspensión, conocida como viga de torsión, viga de torsión o suspensión de manivela compuesta. Esto supone un ahorro de 100 € por coche en comparación con la suspensión trasera multibrazo. La versión utilizada en el Opel Astra de 2009 utiliza un enlace de Watts a un costo de 20 € para solucionar los inconvenientes y proporcionar una suspensión trasera competitiva y rentable. El Renault Mégane y el Citroen C4 también se han quedado con la viga giratoria. Se ha demostrado que la barra de torsión sufre menos desgaste del casquillo que la suspensión multibrazo totalmente independiente, lo que da como resultado una suspensión trasera prácticamente libre de mantenimiento.
GM eligió esta arquitectura de vehículo compacto para su primera aplicación Voltec, el Chevrolet Volt. La producción comenzó en noviembre de 2010 con el primer Chevrolet Volts entregado a clientes minoristas en diciembre de 2010.

### Aplicaciones
Anteriores vehículos basados en la plataforma Delta II:
- 2008–2016 Chevrolet Cruze, Daewoo Lacetti Premiere, Holden Cruze[4]
- 2009–2015 Opel Astra J, Buick Excelle XT
- 2010–2015 Chevrolet Volt
- 2011–2018 Chevrolet Orlando
- 2011–2016 Buick Verano
- 2011–2015 Opel Ampera
- 2011–2019 Opel Zafira Tourer C
- 2013–2016 Cadillac ELR[5]
- 2013–2018 Baojun 560
- 2013–2019 Opel Cascada (Conocido como: Vauxhall Cascada, Holden Cascada, Buick Cascada y Opel Cabrio)
- 2017–presente Chevrolet Cavalier

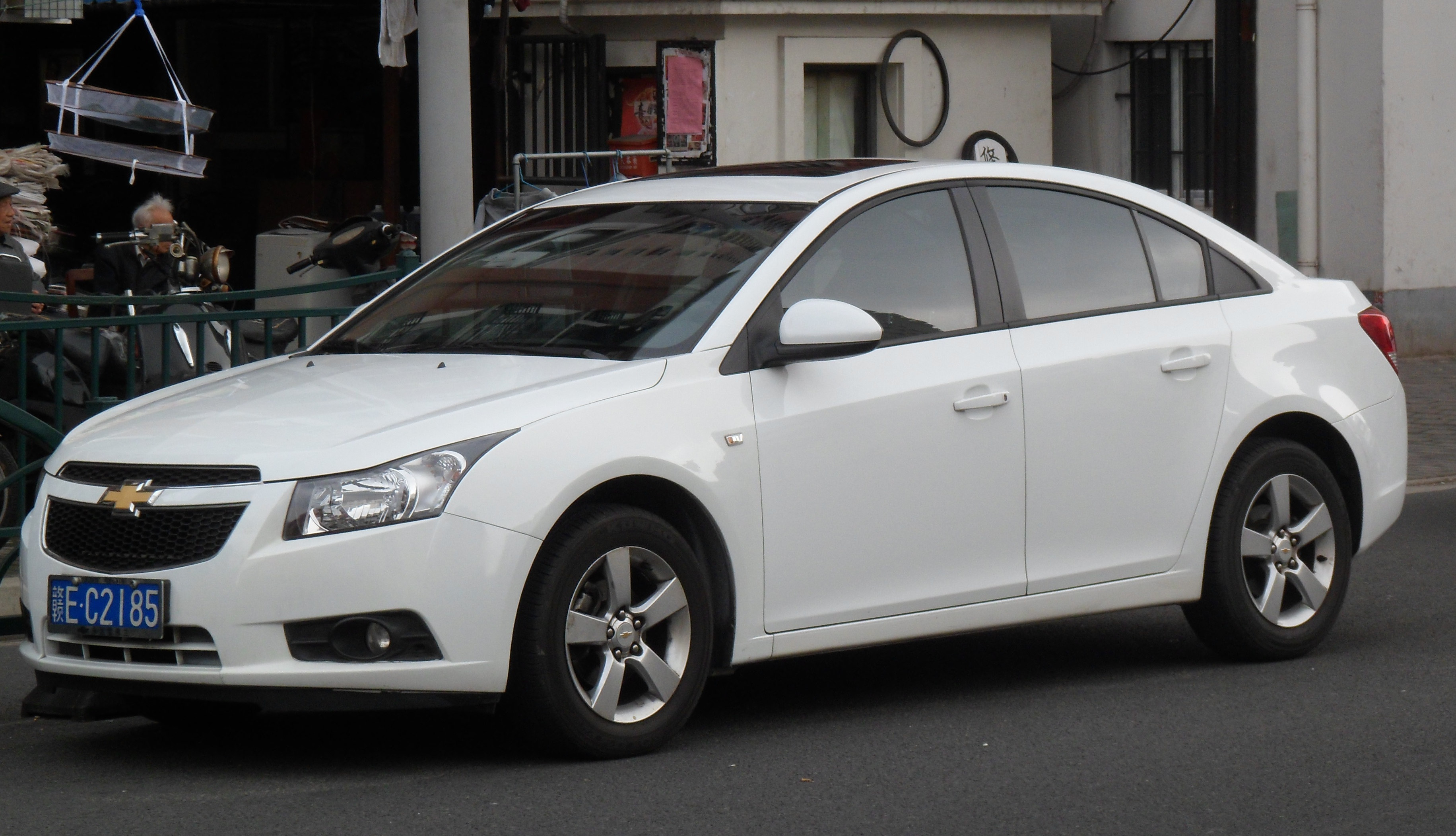
Chevrolet Cruze
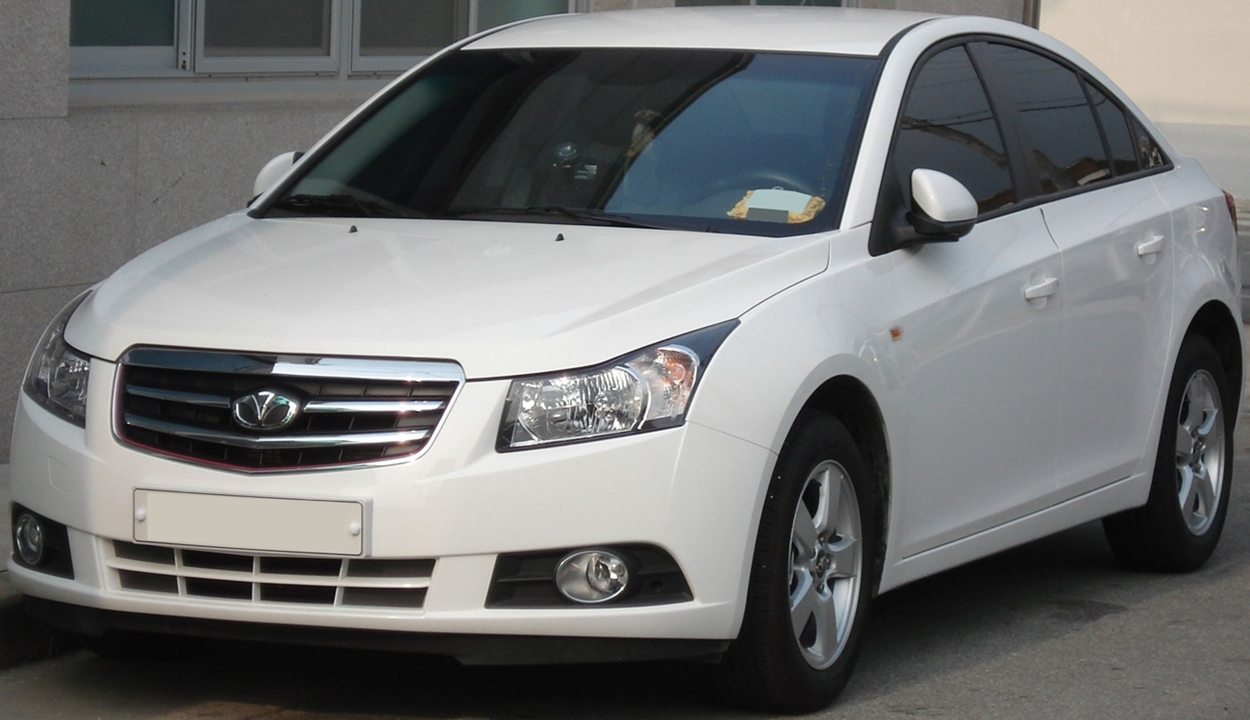
Daewoo Lacetti Premiere
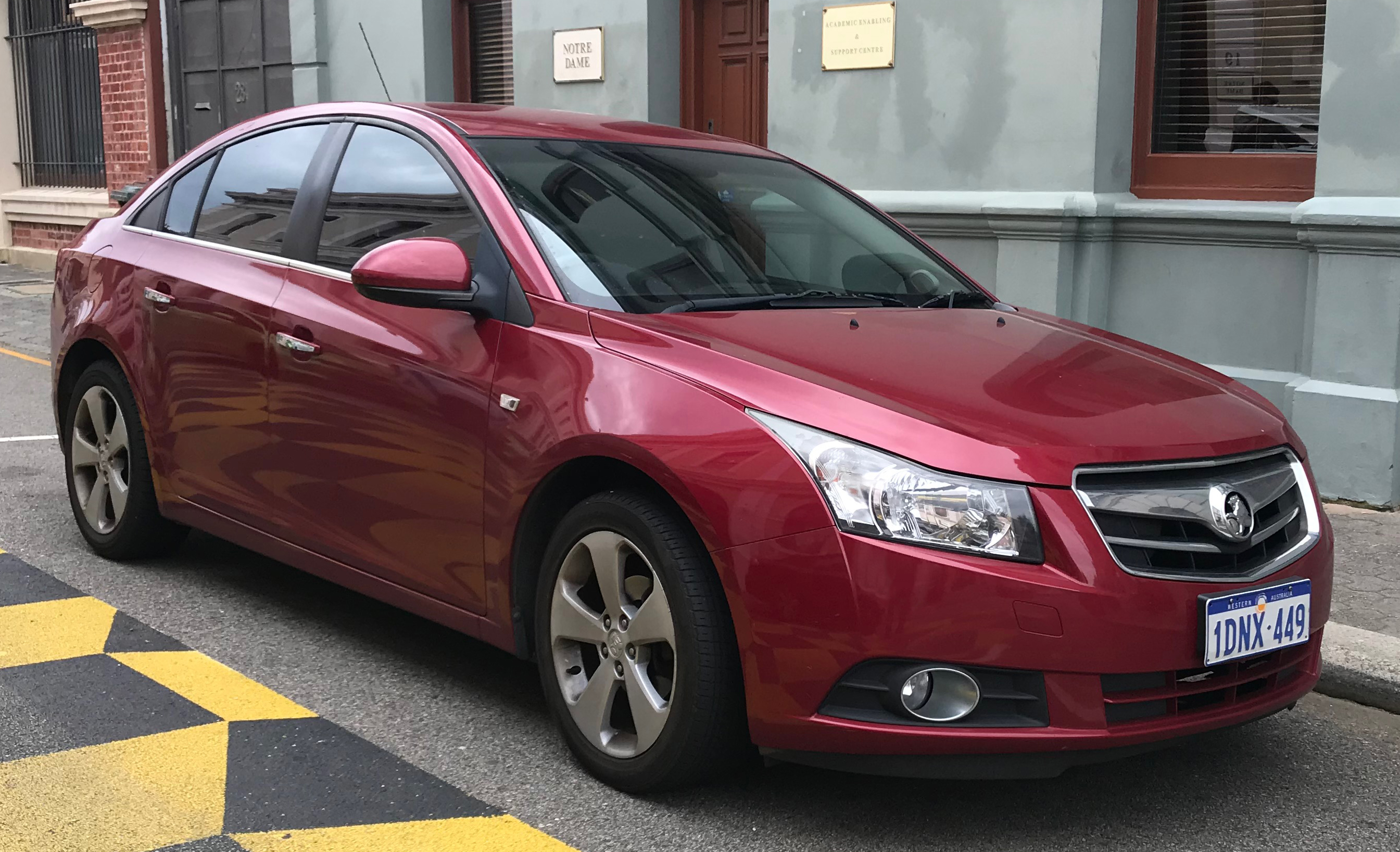
Holden Cruze
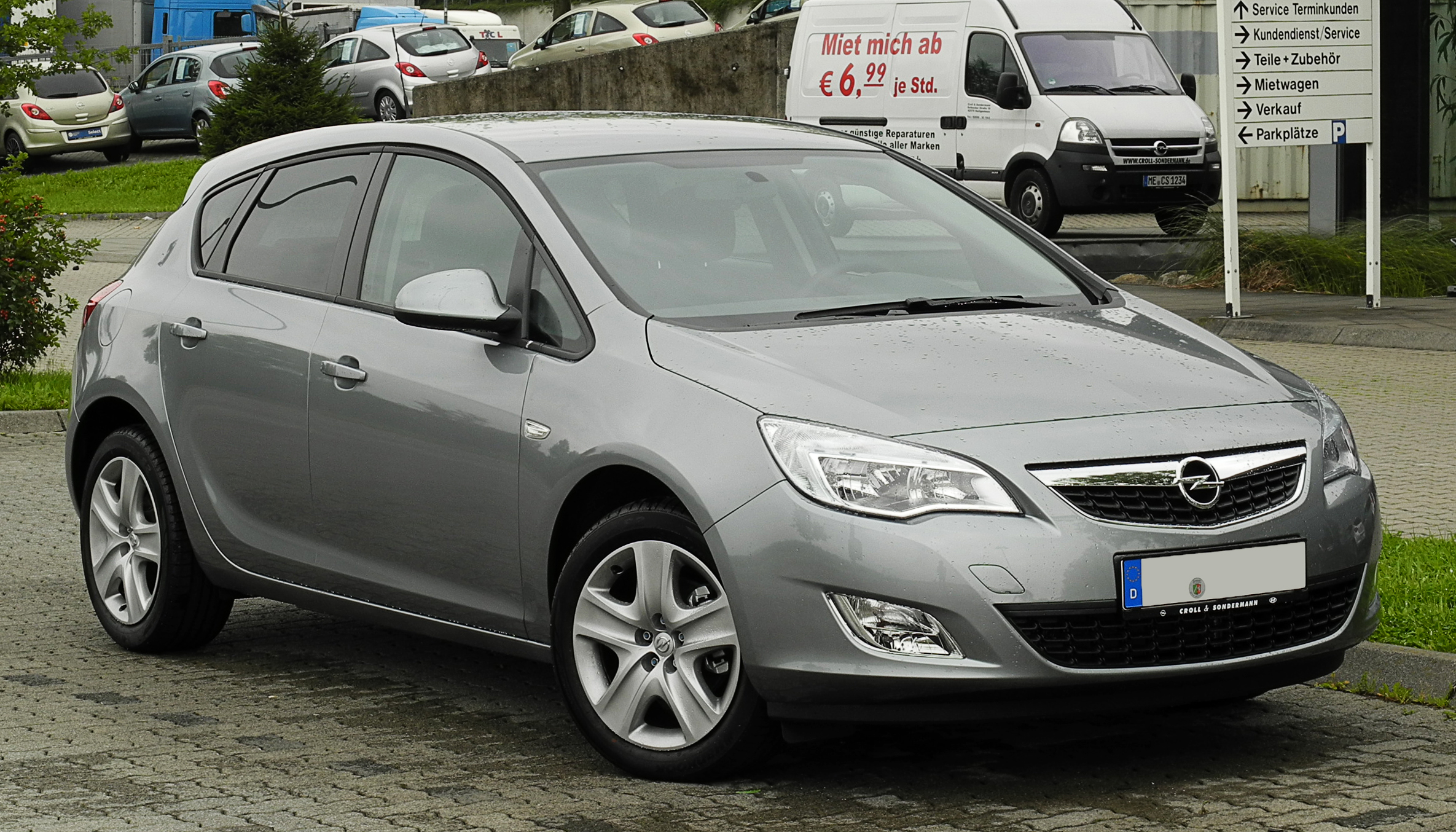
Opel Astra J
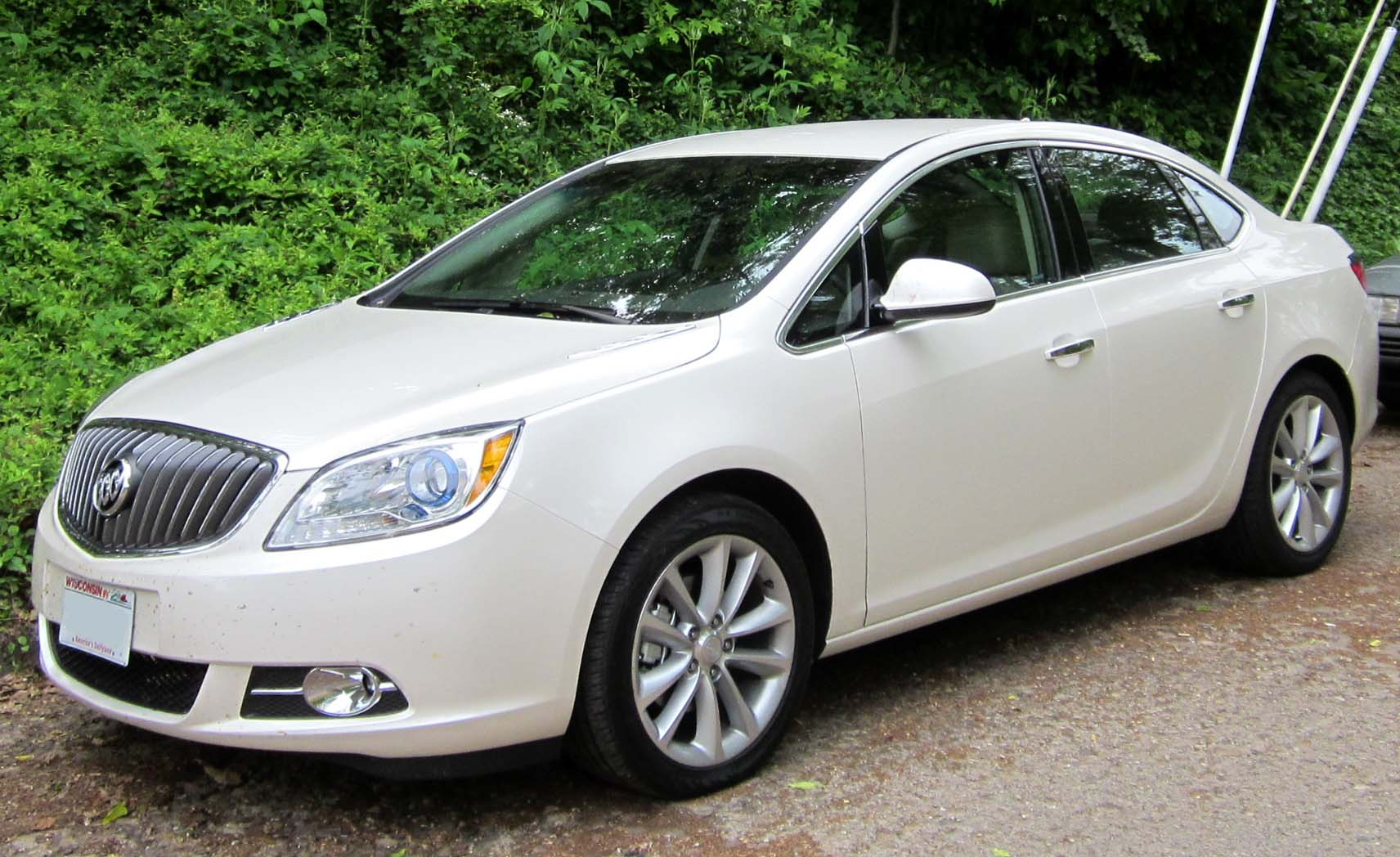
Buick Verano
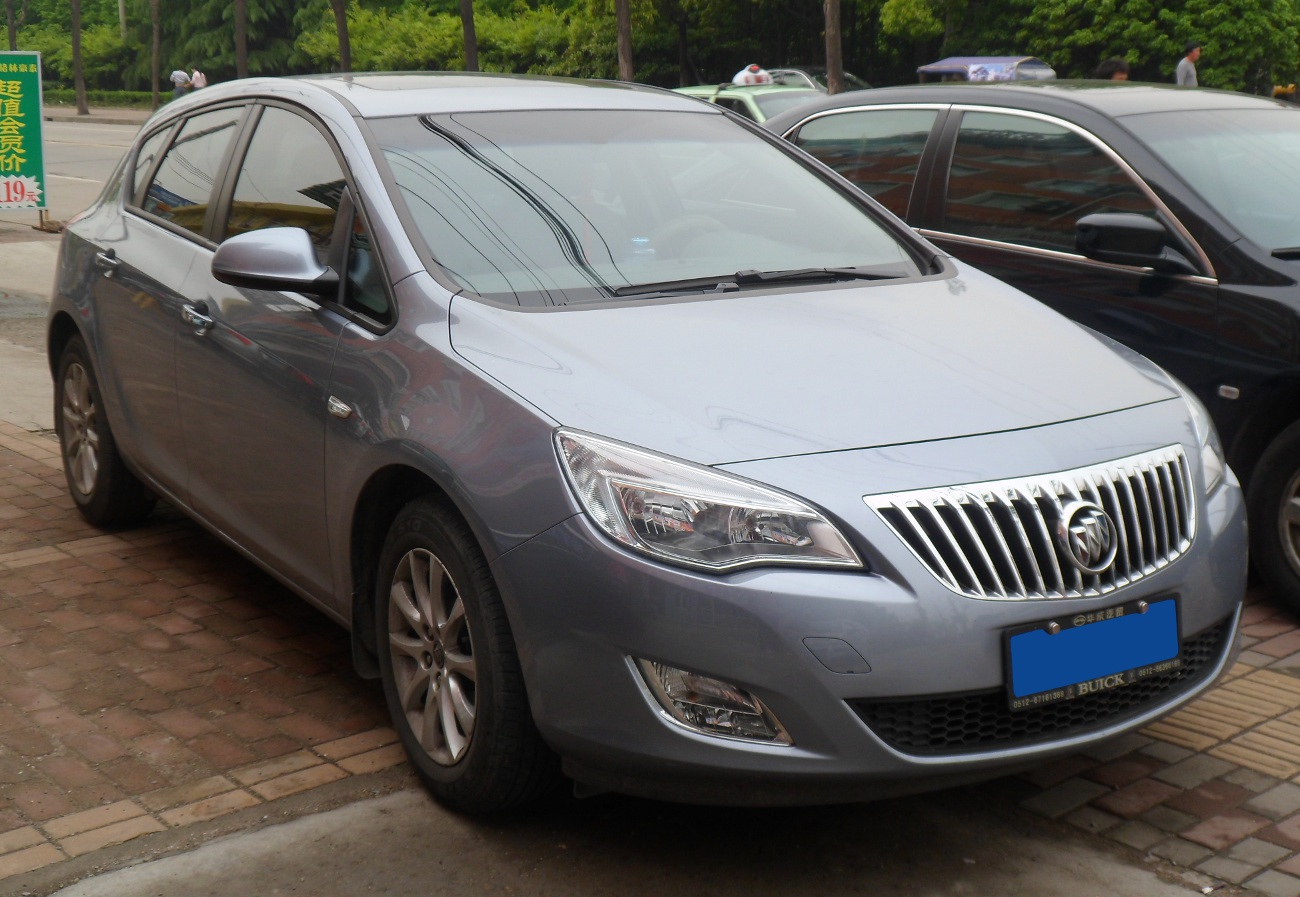
Buick Excelle XT
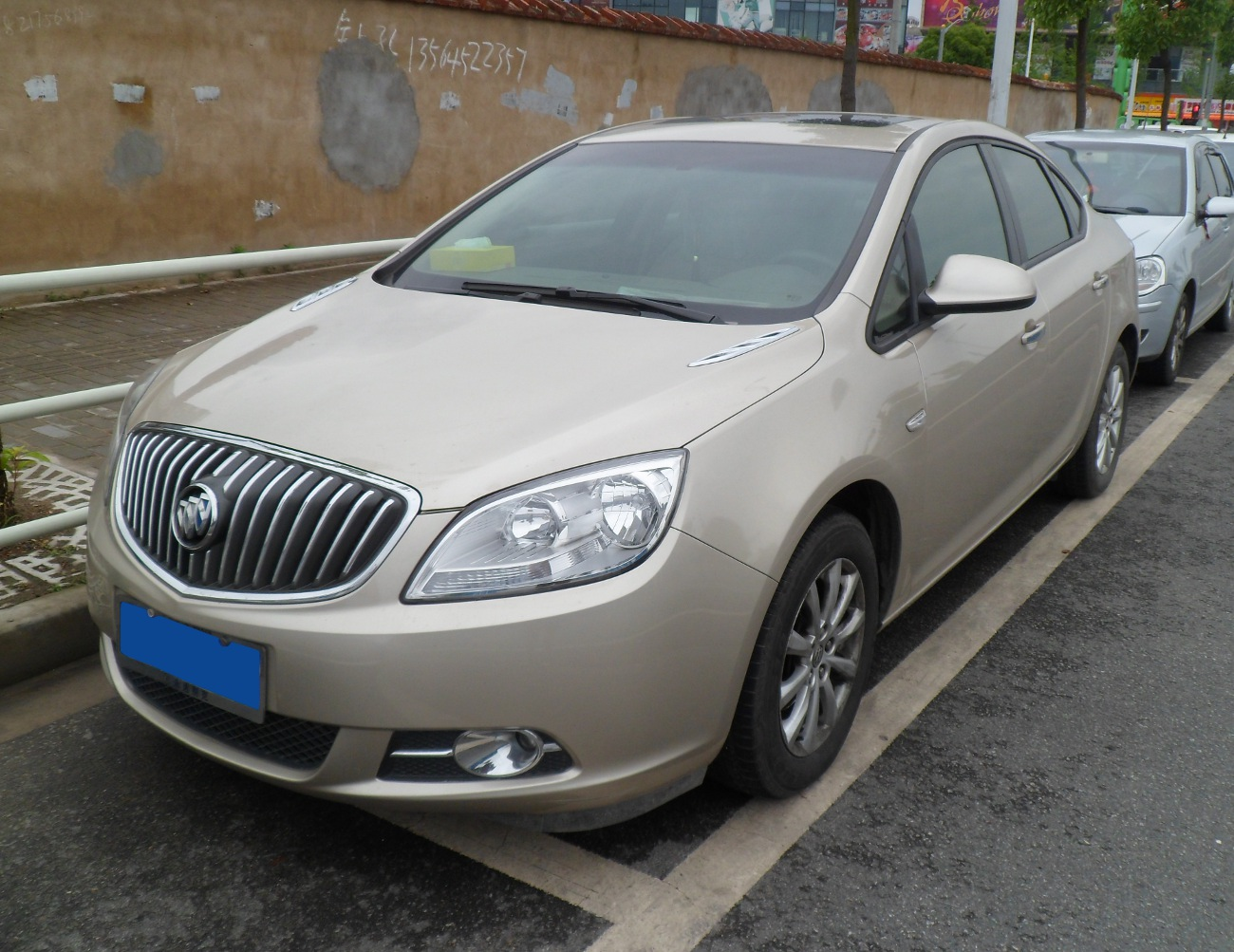
Buick Excelle GT
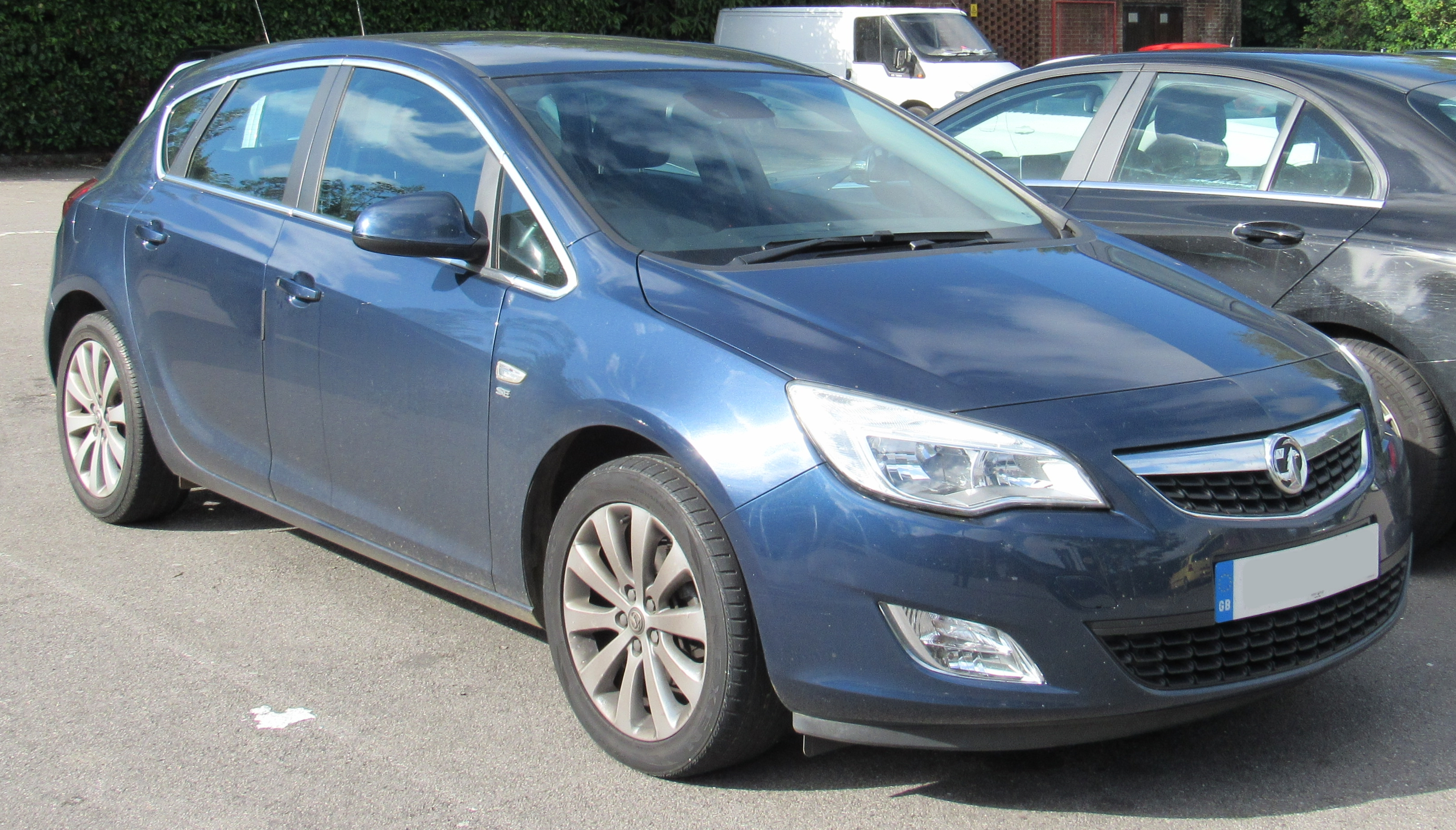
Vauxhall Astra Mk6
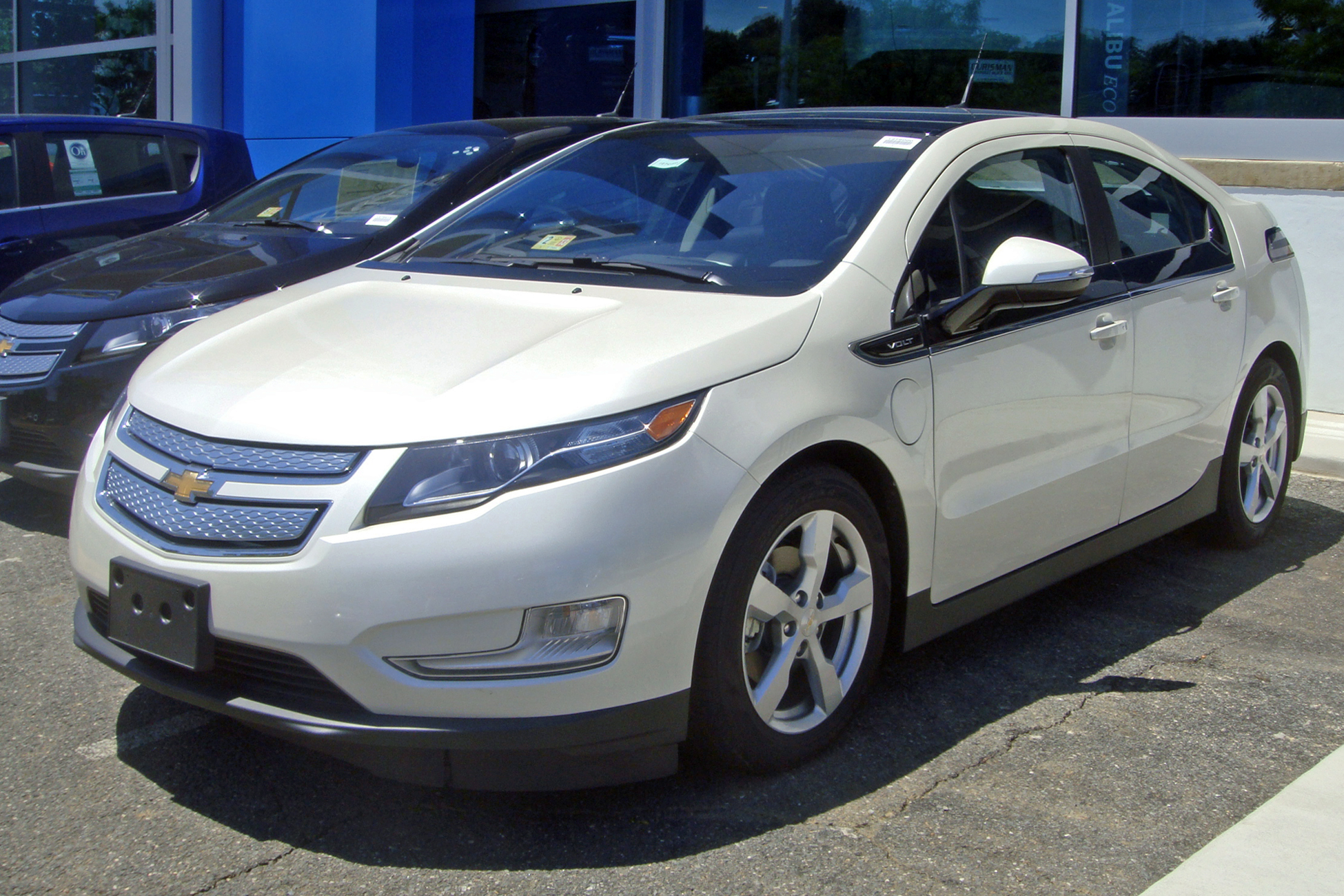
Chevrolet Volt (primera generación)
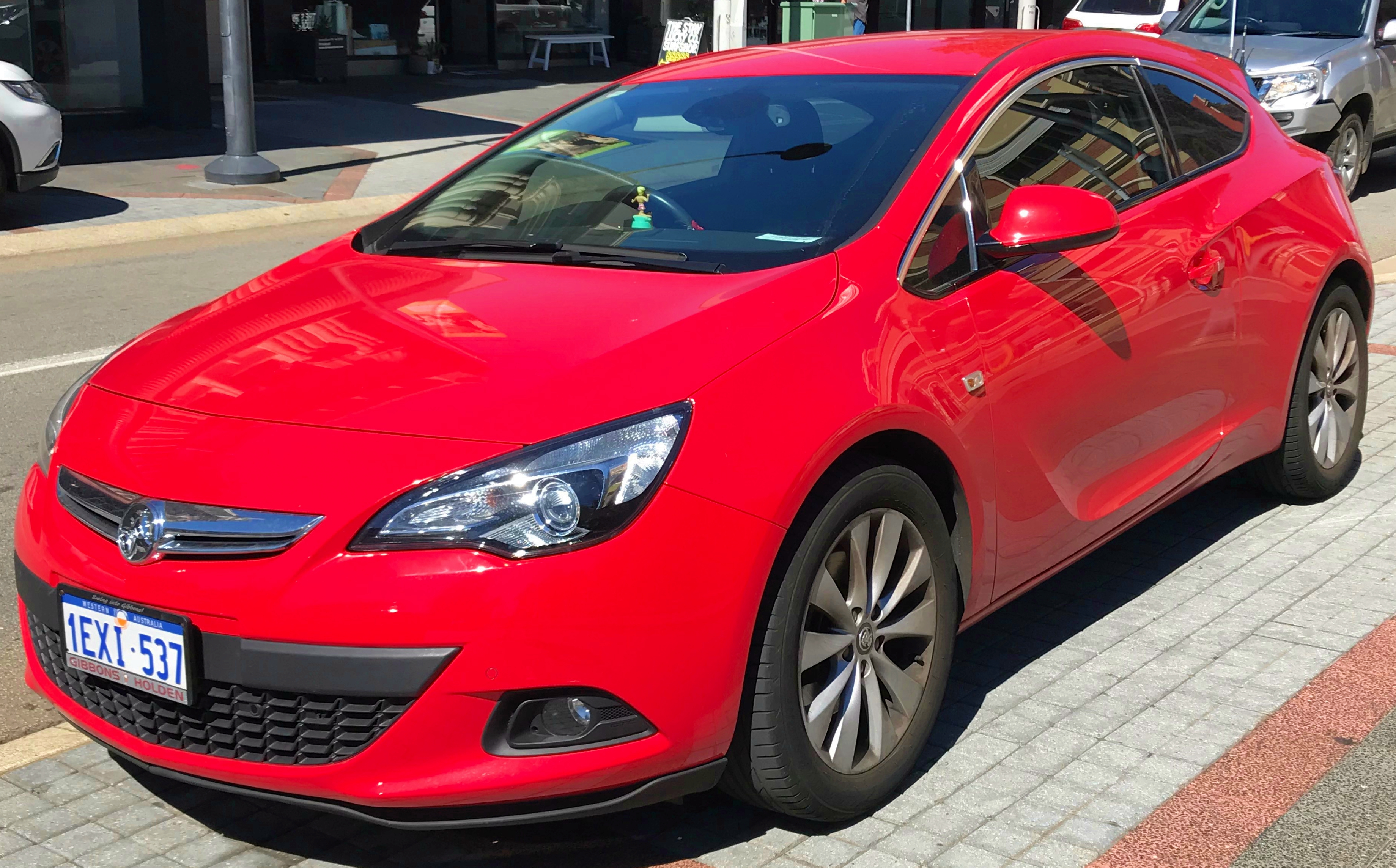
Holden Astra
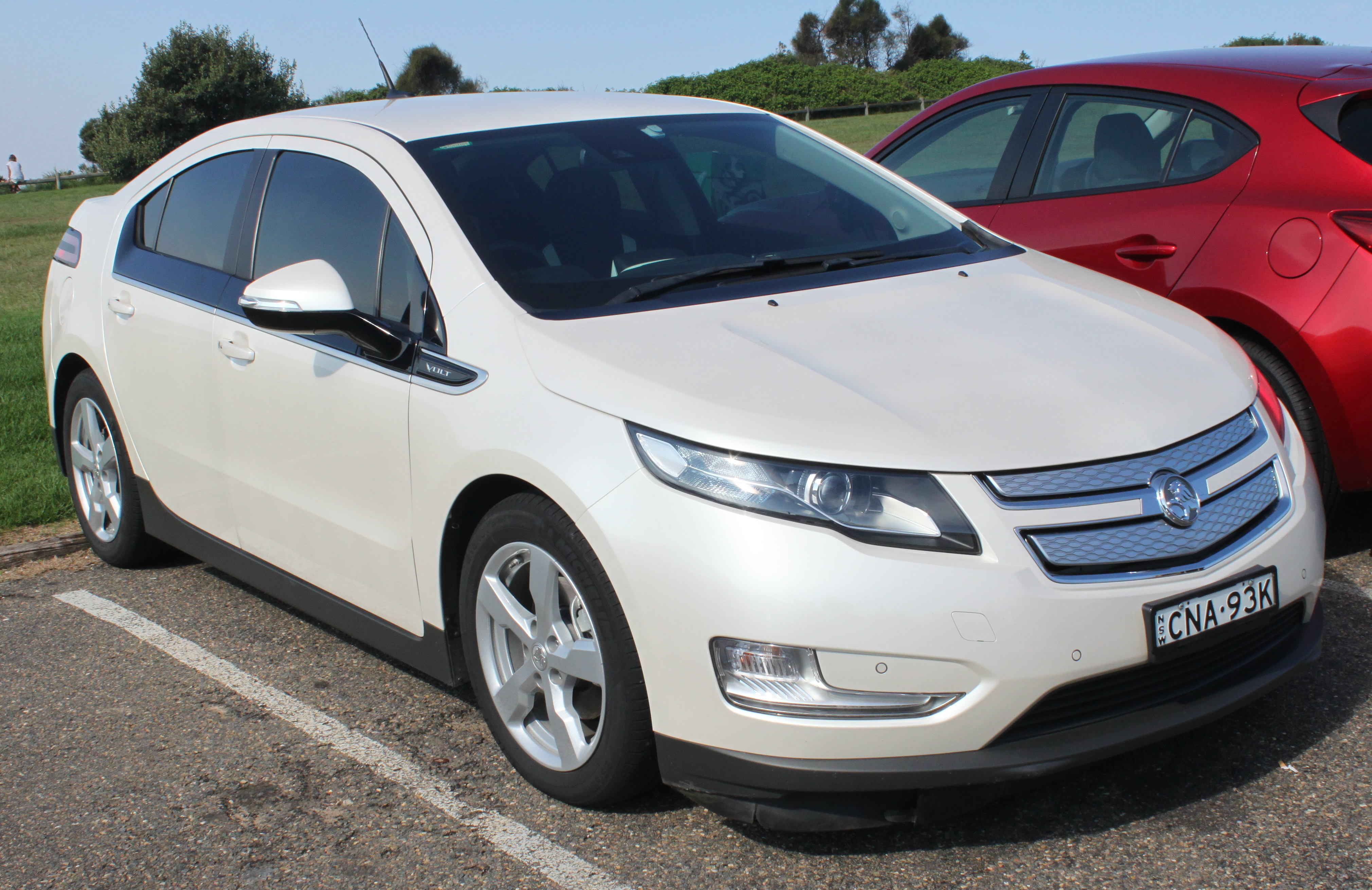
Holden Volt
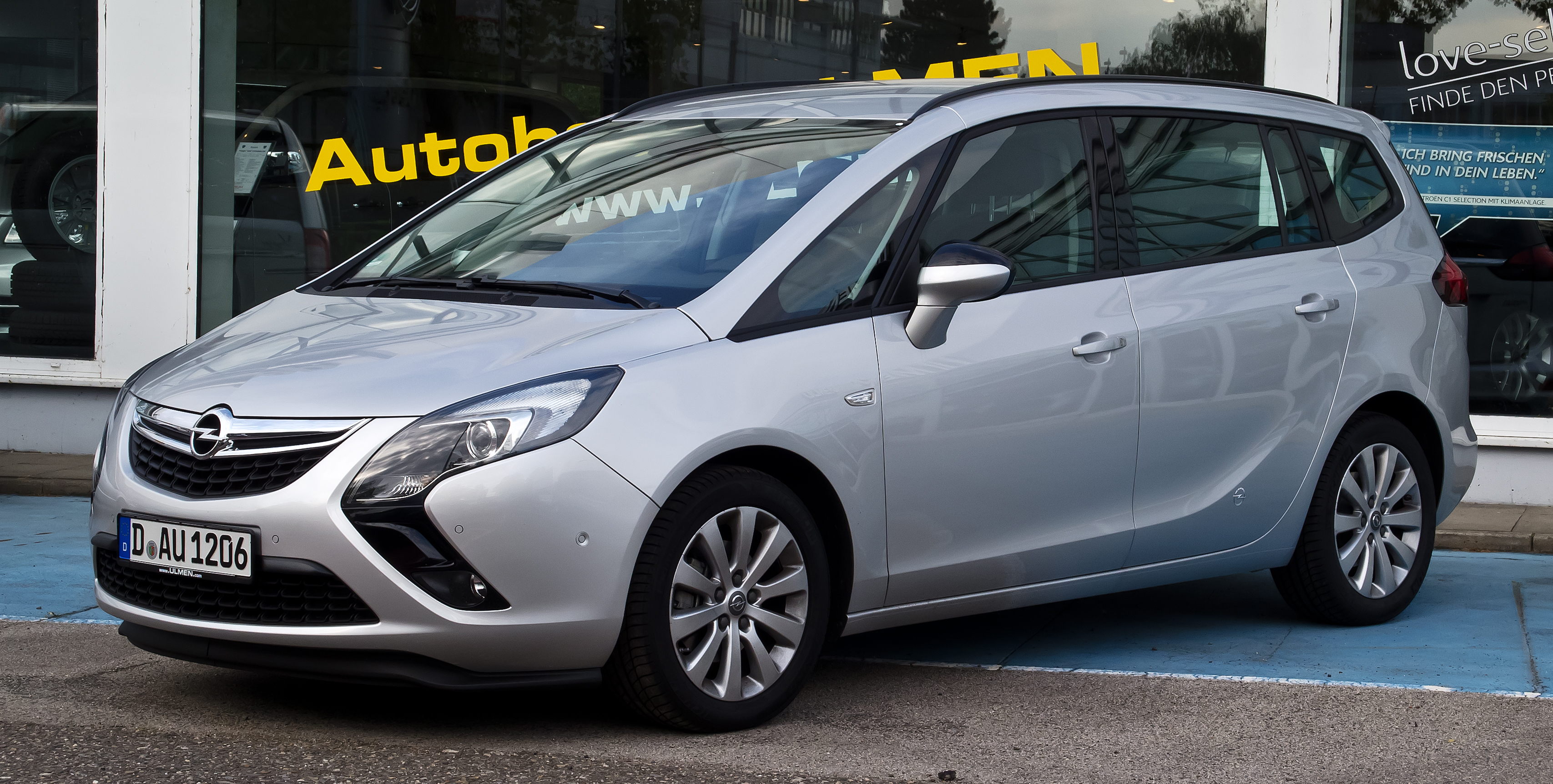
Opel Zafira C
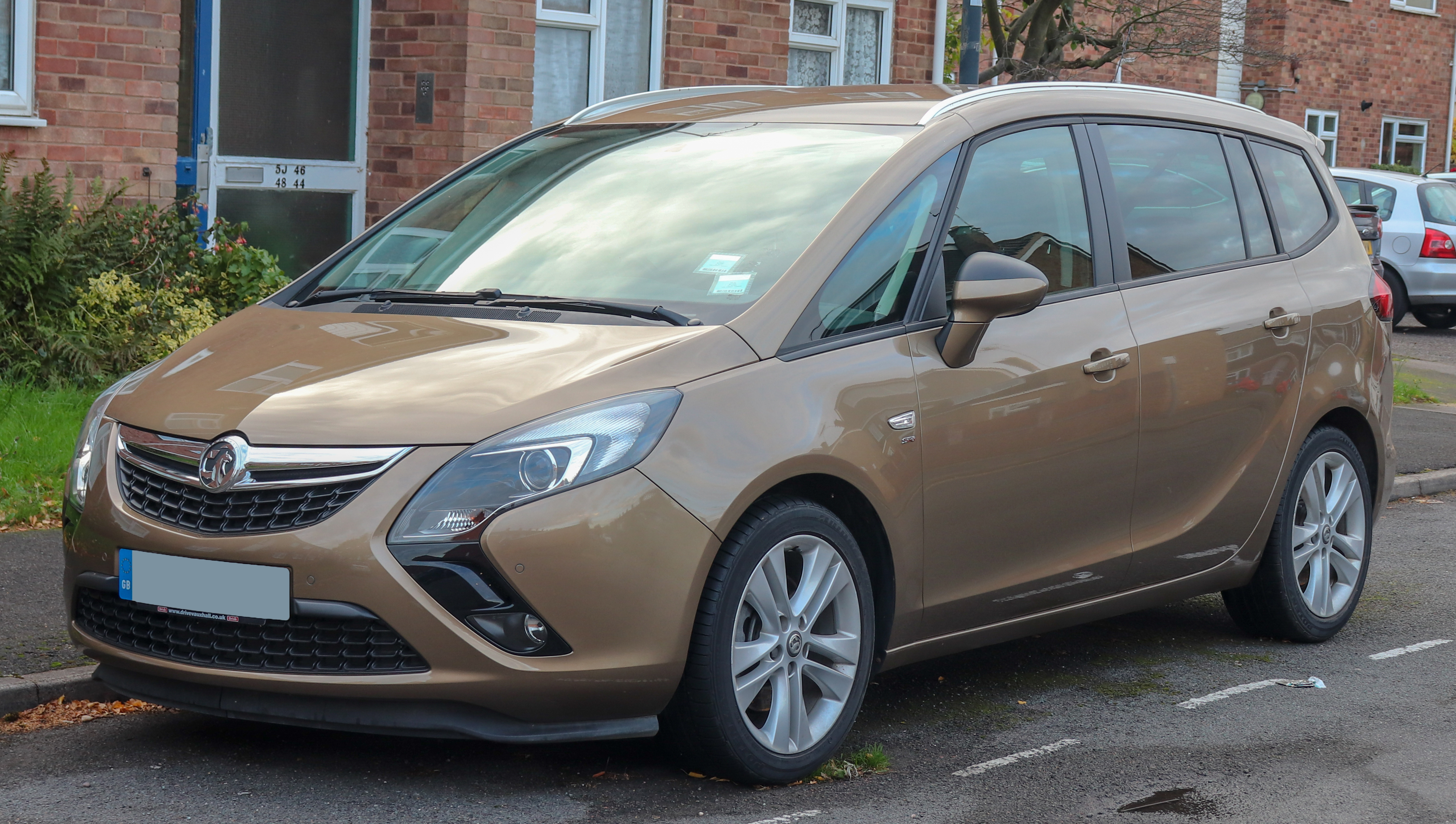
Vauxhall Zafira Mk3
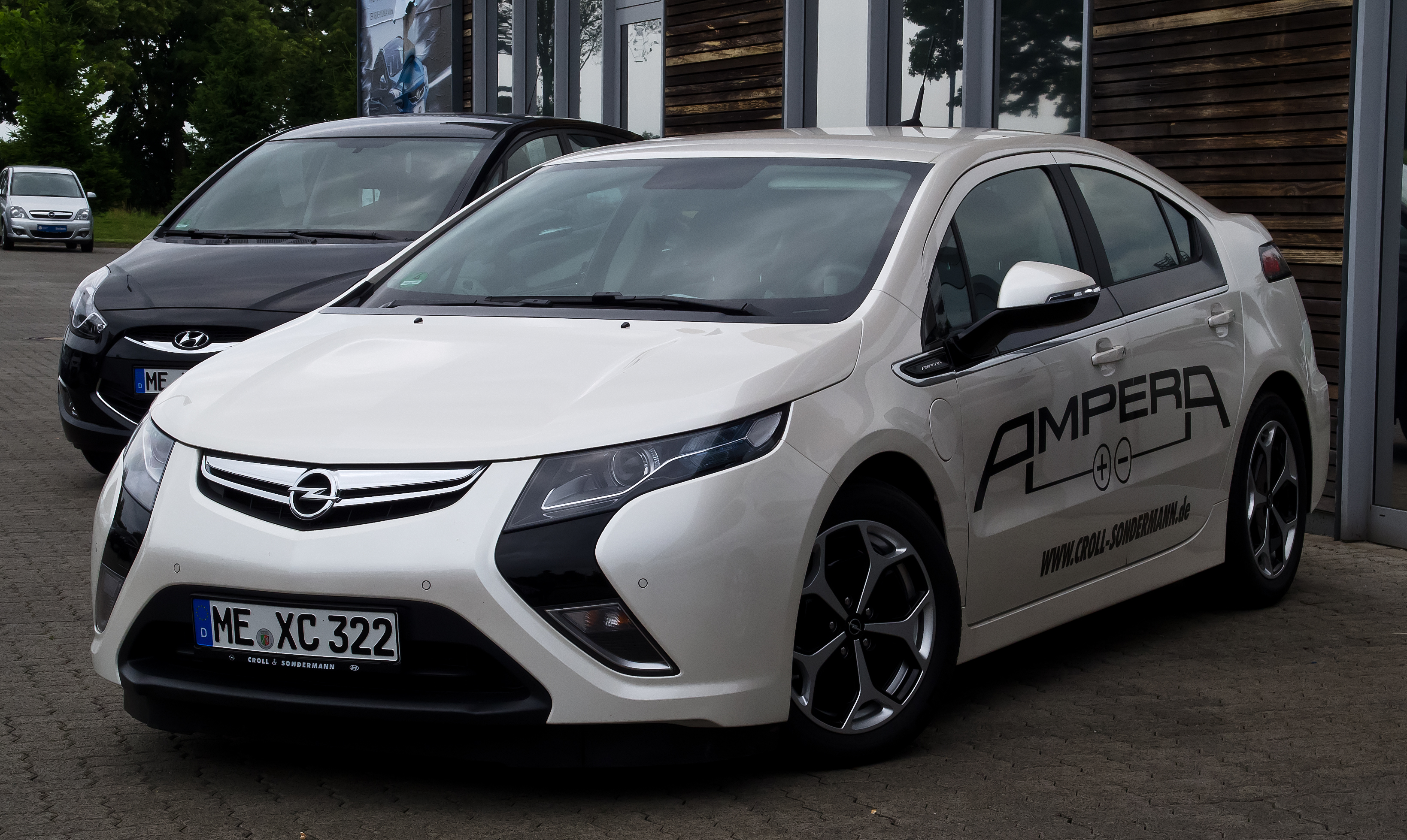
Opel Ampera
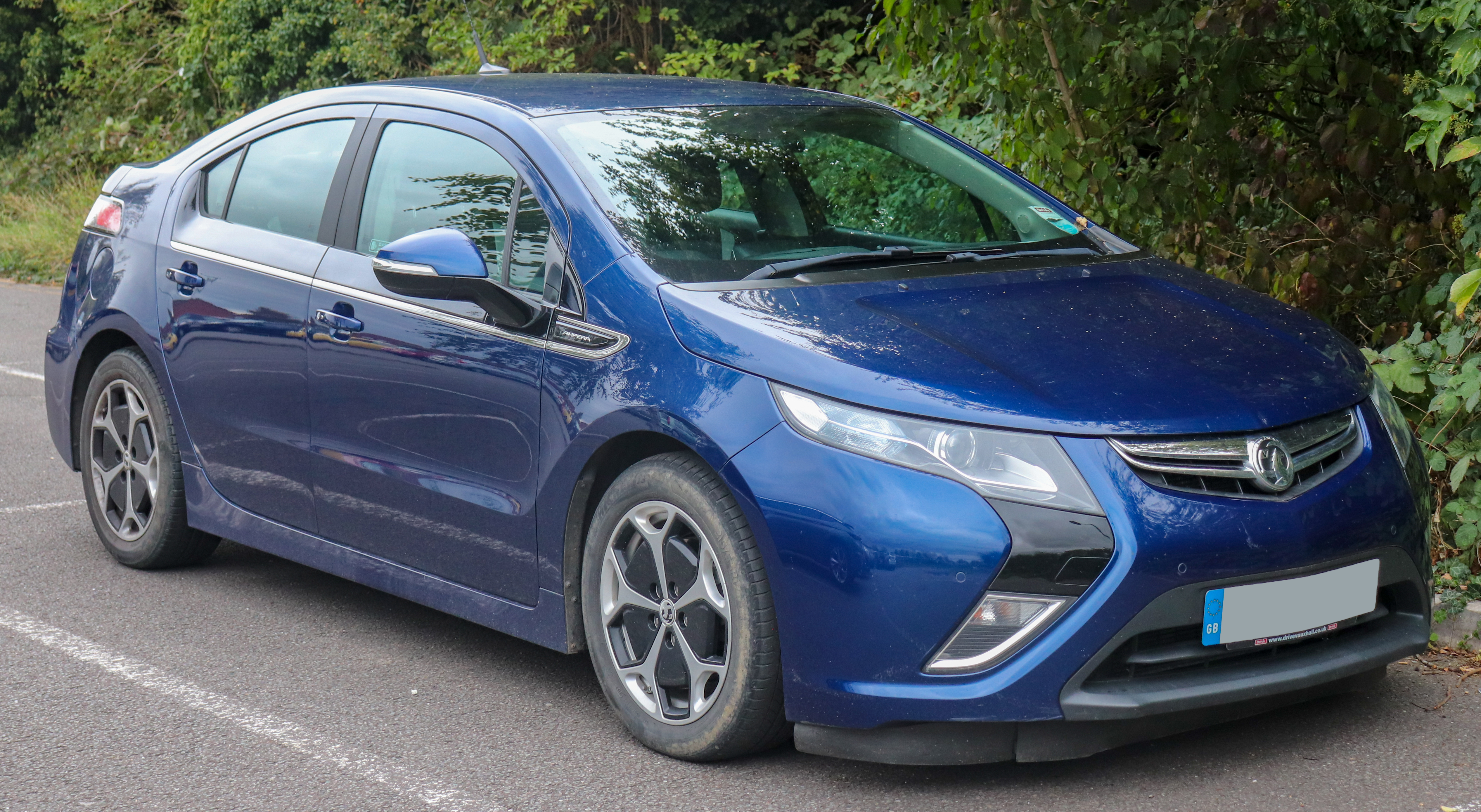
Vauxhall Ampera
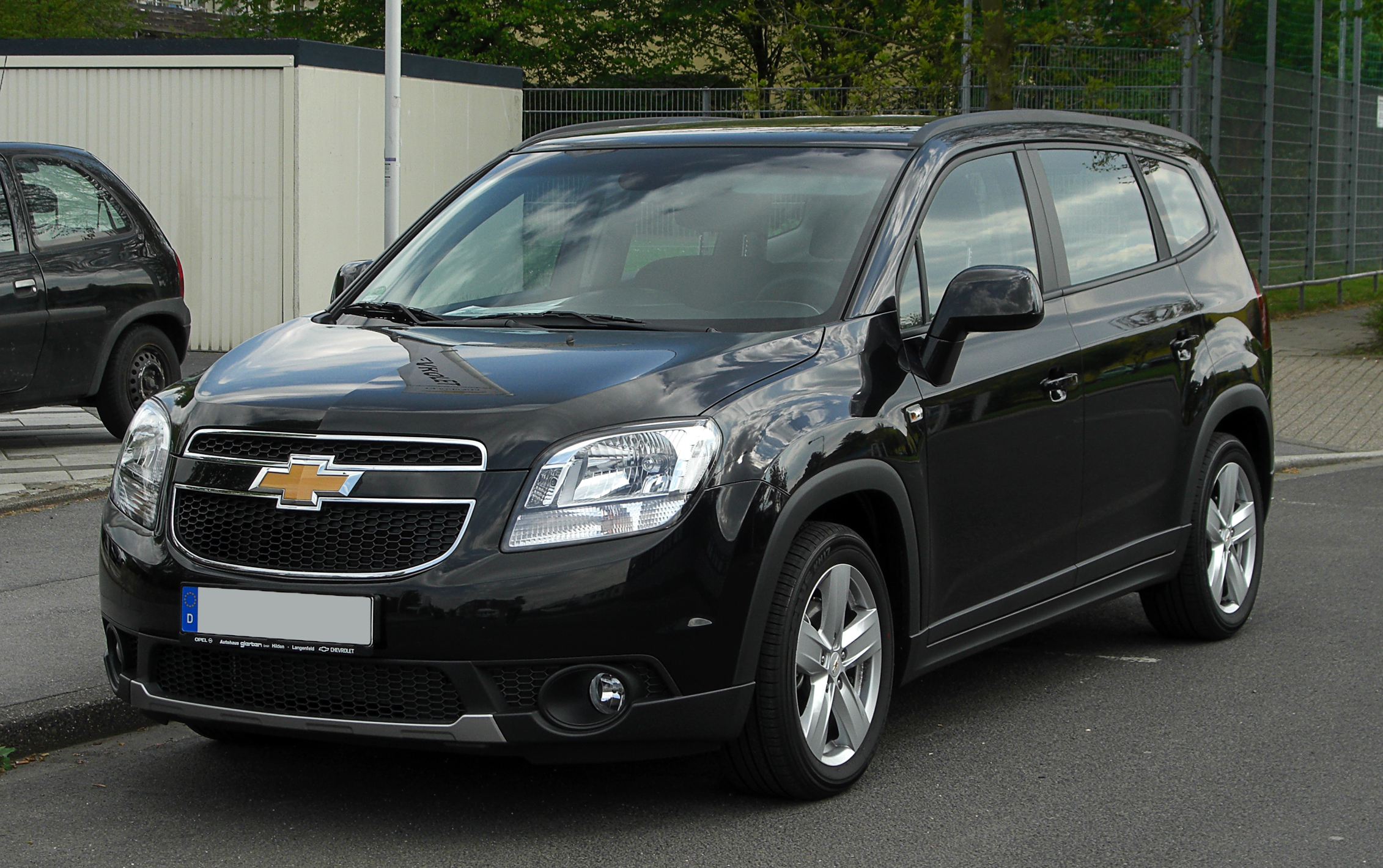
Chevrolet Orlando
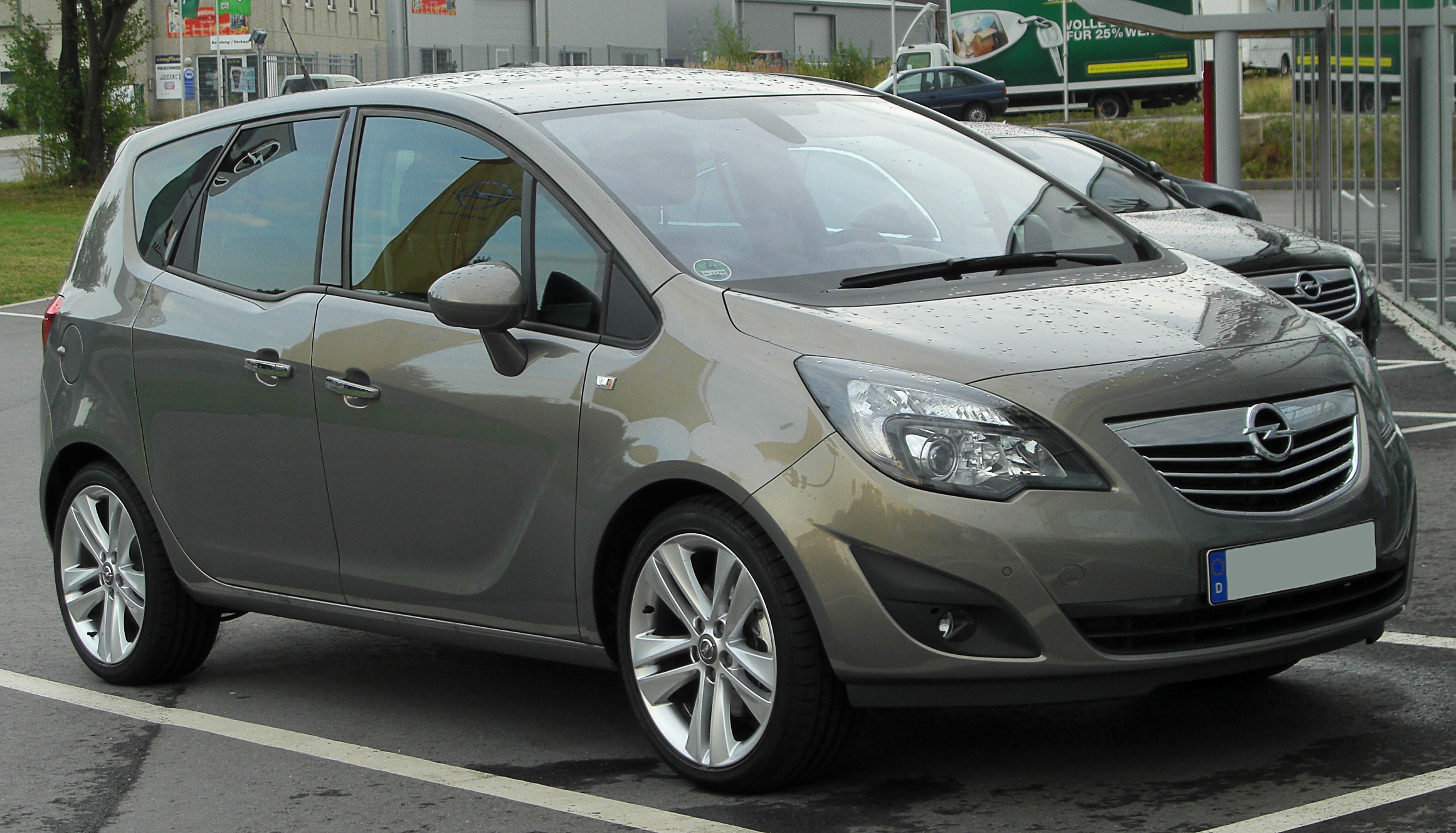
Opel Meriva B
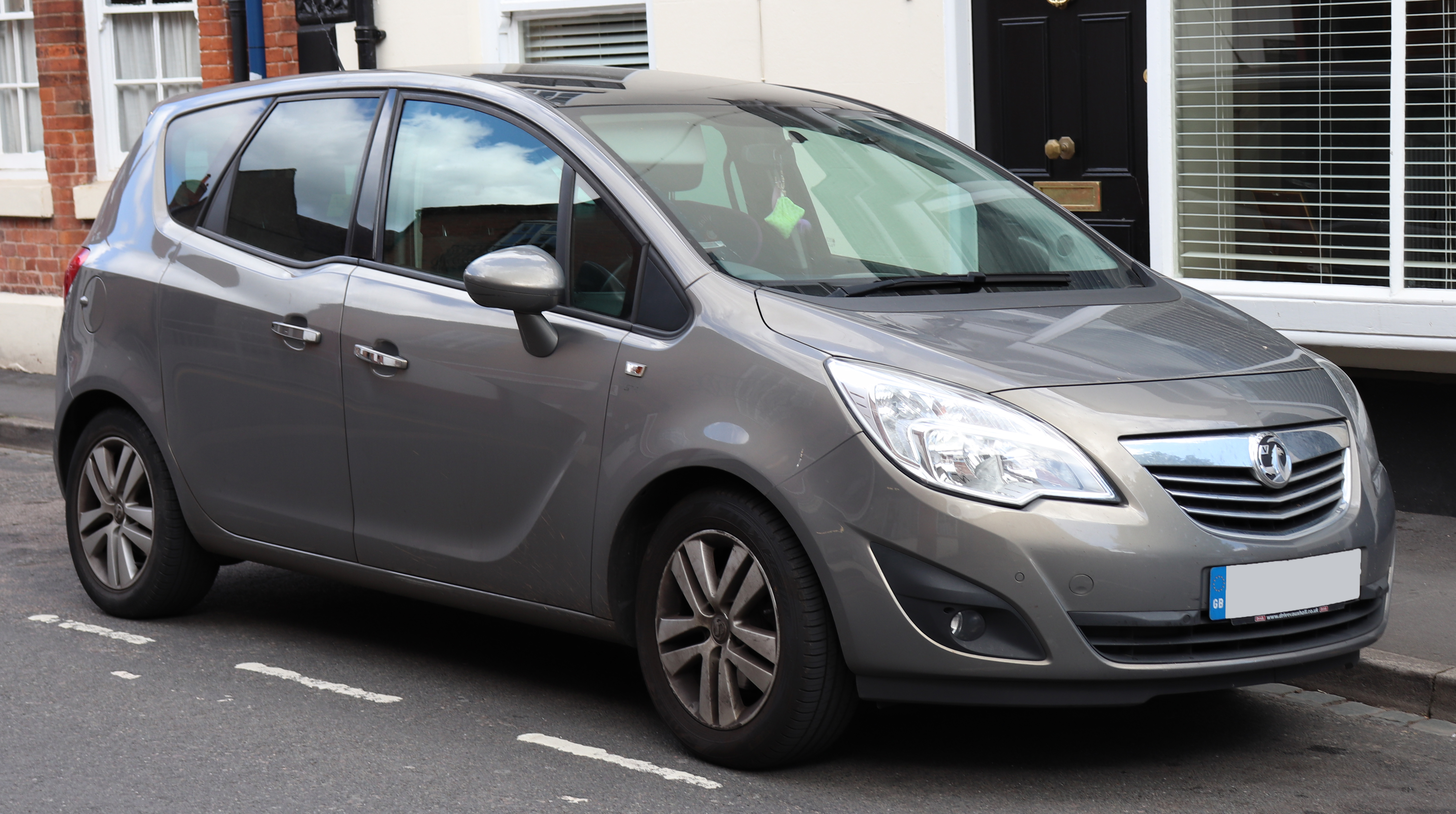
Vauxhall Meriva B
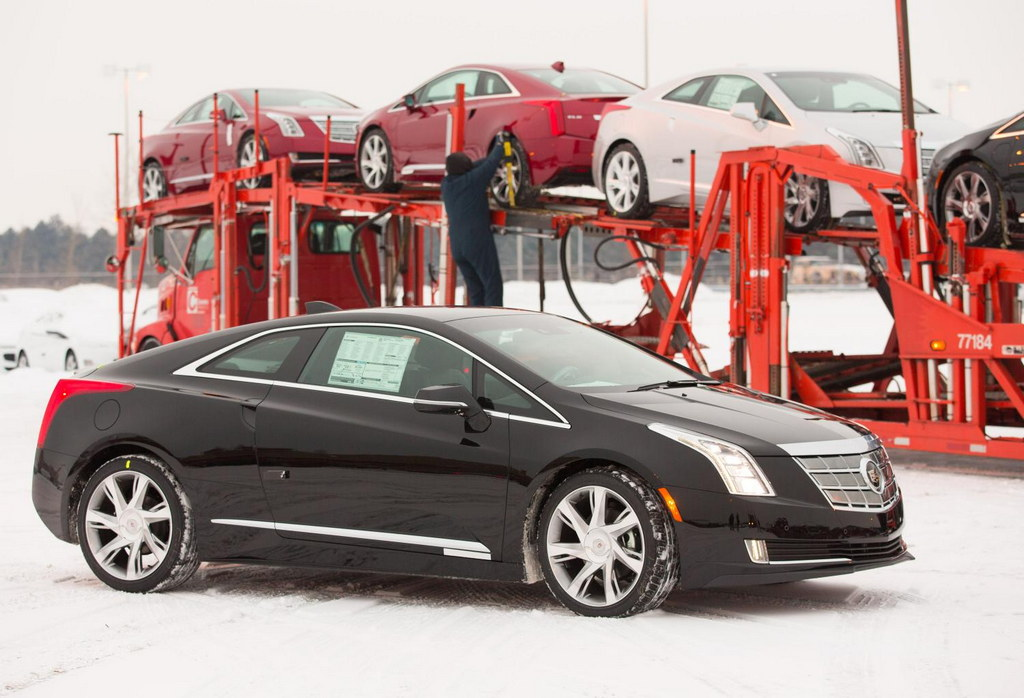
Cadillac ELR
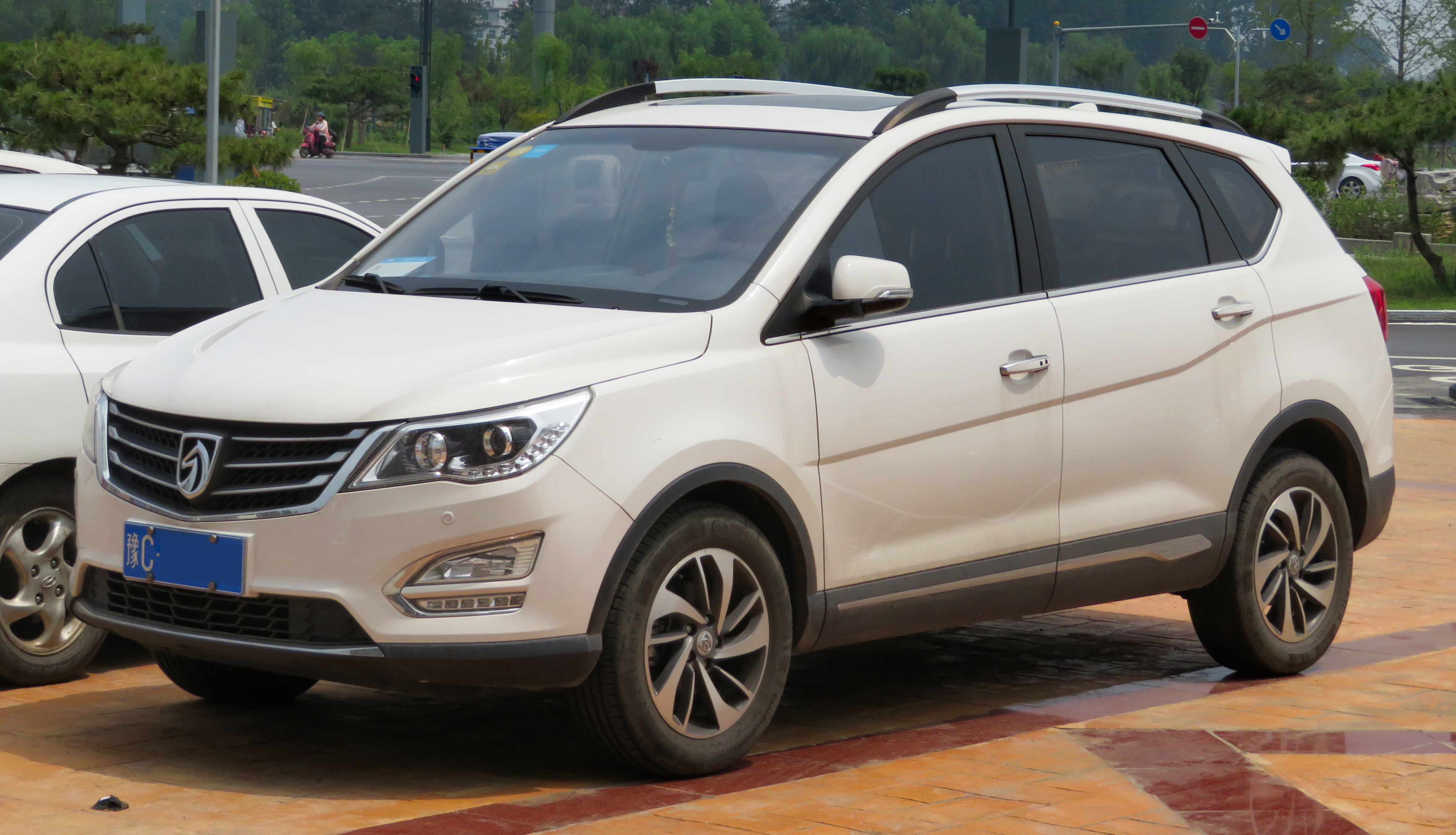
Baojun 560
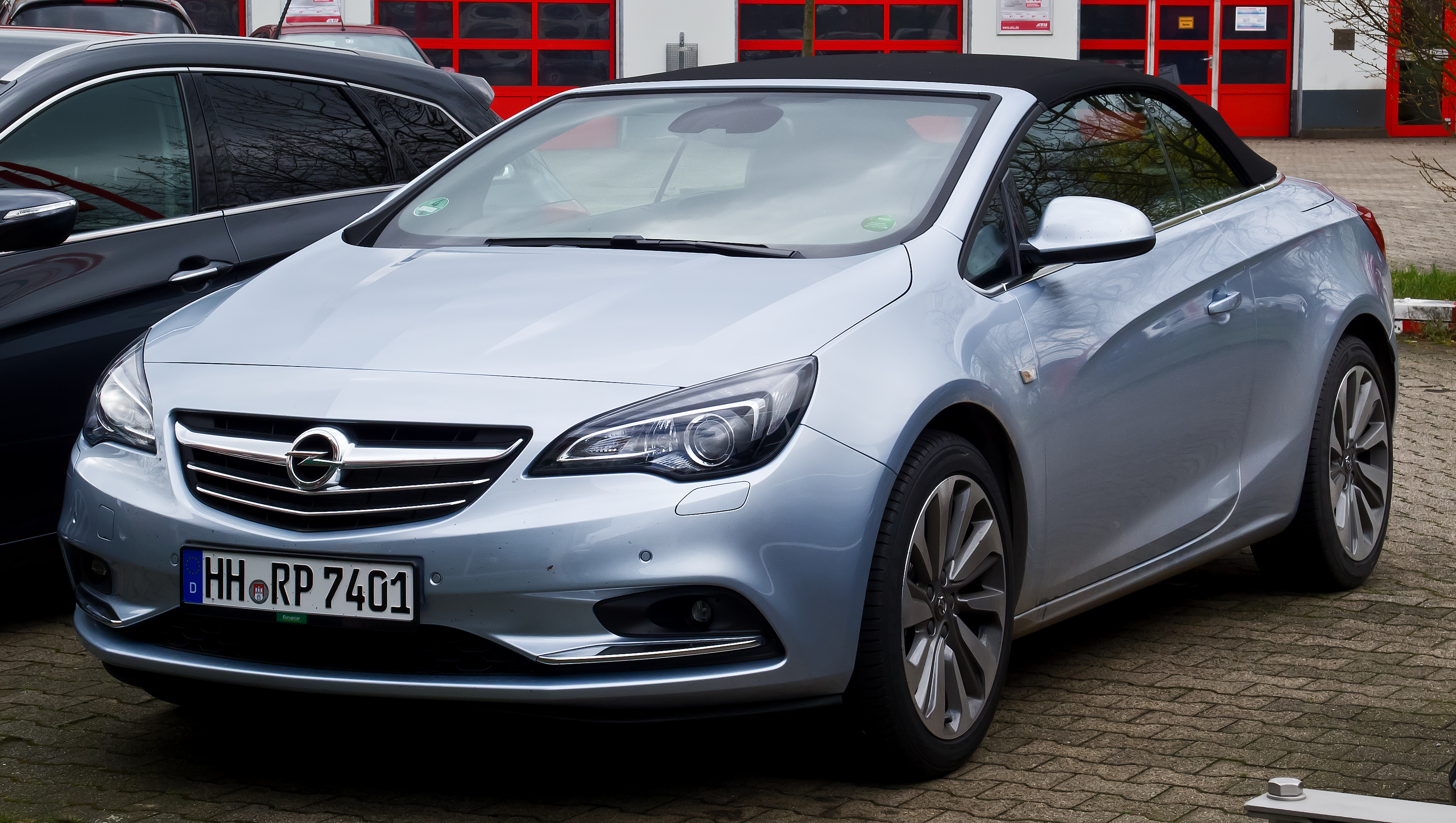
Opel Cascada
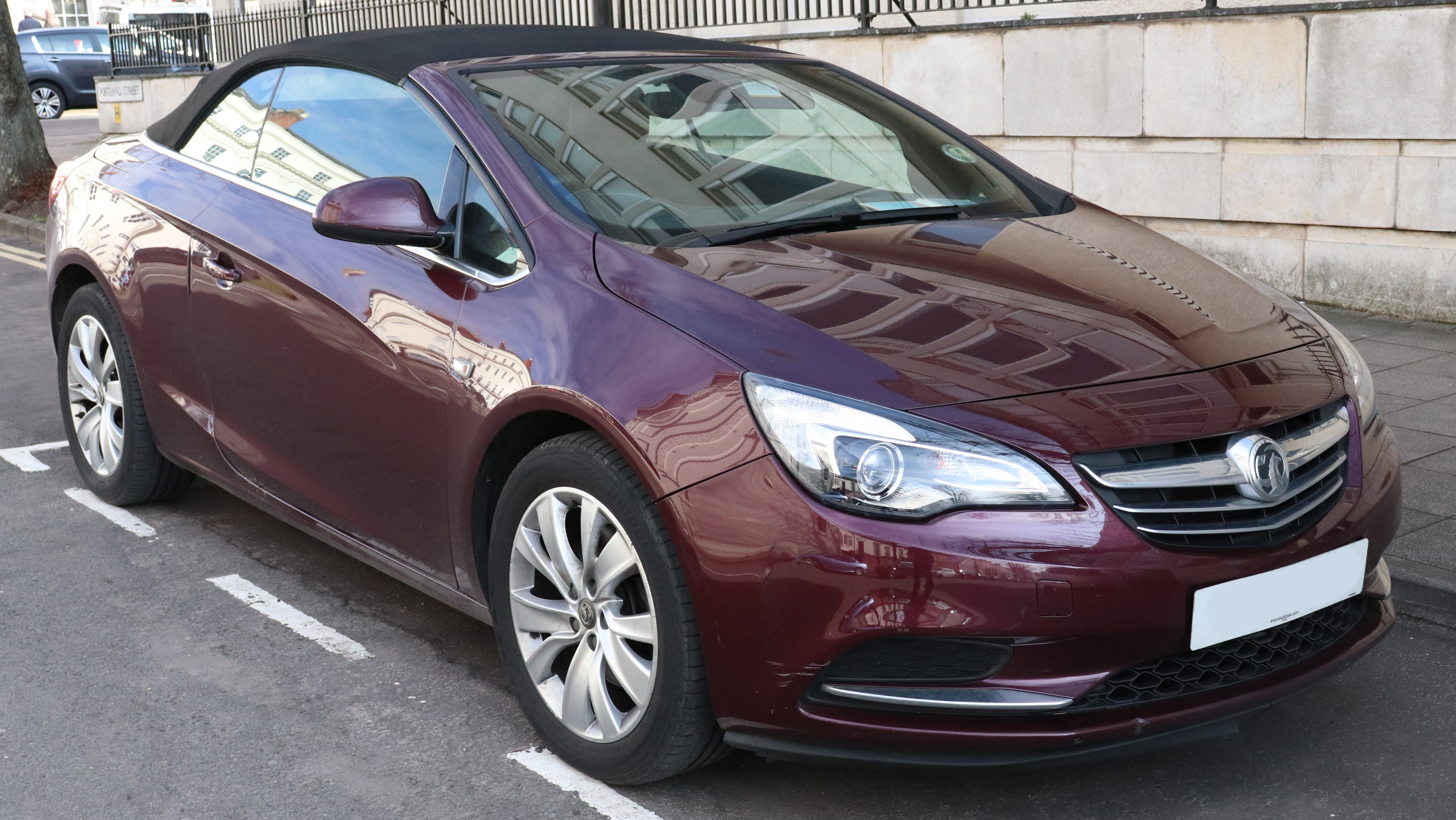
Vauxhall Cascada
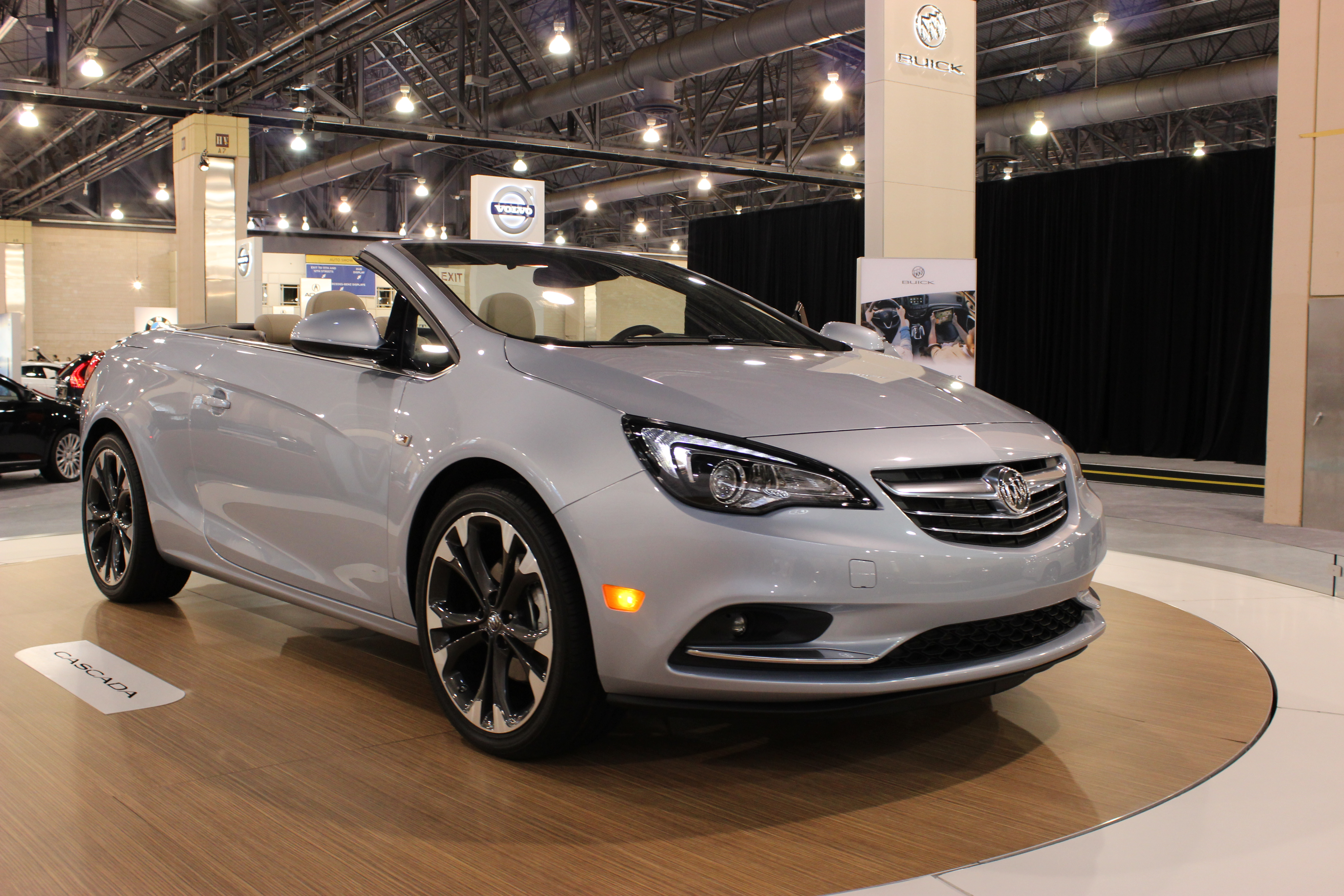
Buick Cascada
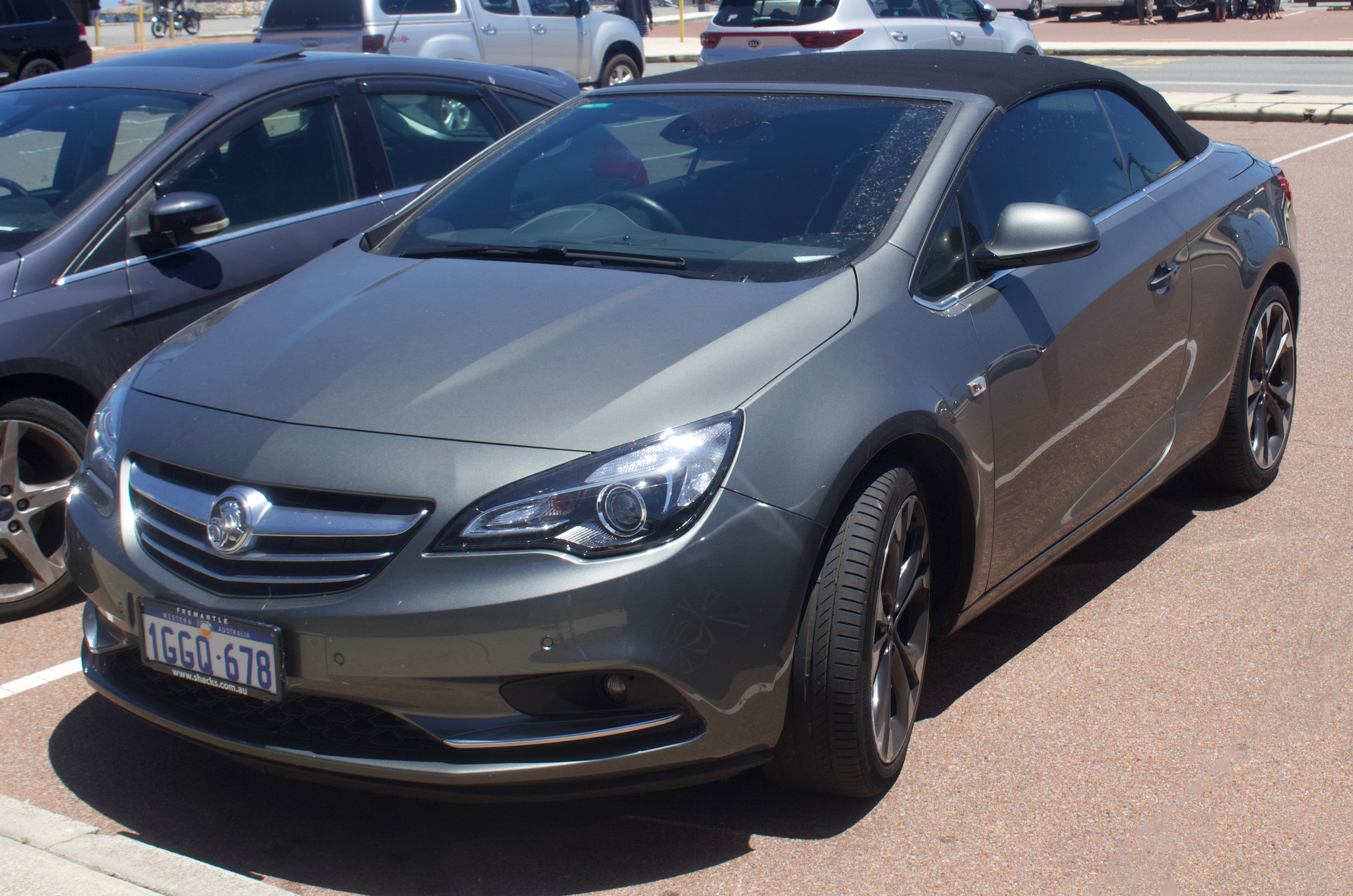
Holden Cascada
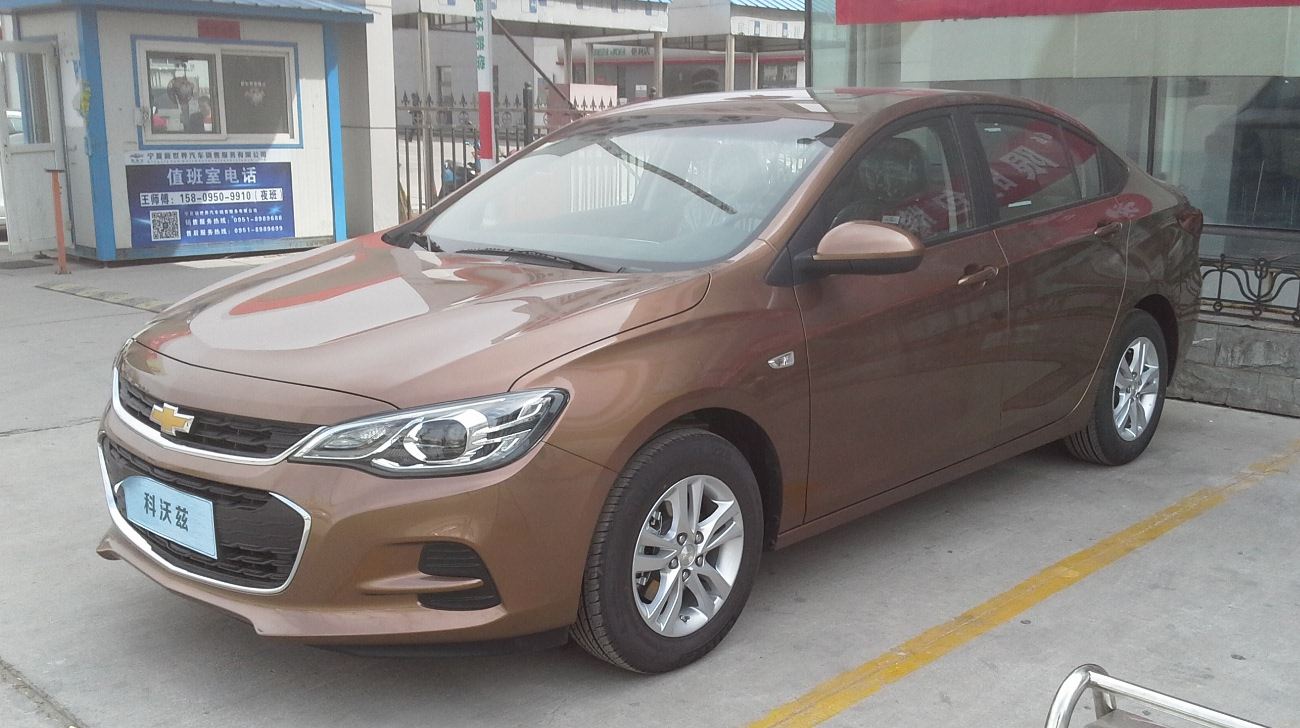
Chevrolet Cavalier

## D2XX/D2UX
General Motors presentó su nueva plataforma global denominada plataforma flexible D2XX en agosto de 2012. La nueva plataforma fue diseñada principalmente por la antigua subsidiaria alemana de GM Opel en Rüsselsheim. Según GM, la empresa invirtió 220 millones de dólares estadounidenses en la nueva plataforma D2XX.[cita requerida]
La plataforma se desarrolló para la arquitectura de vehículos compactos, reemplazando tanto al Delta II como al crossover mediano plataforma GM Theta.
Los vehículos que utilizaron la nueva plataforma incluyeron:
- 2015–presente Chevrolet Cruze
- 2015–2021 Opel Astra K
- 2016–2019 Chevrolet Volt[8]
- 2015–presente Buick Envision
- 2015–presente Buick Verano (Mercado chino)
- 2018–presente Chevrolet Equinox
- 2018–presente GMC Terrain
- 2019–presente Chevrolet Orlando

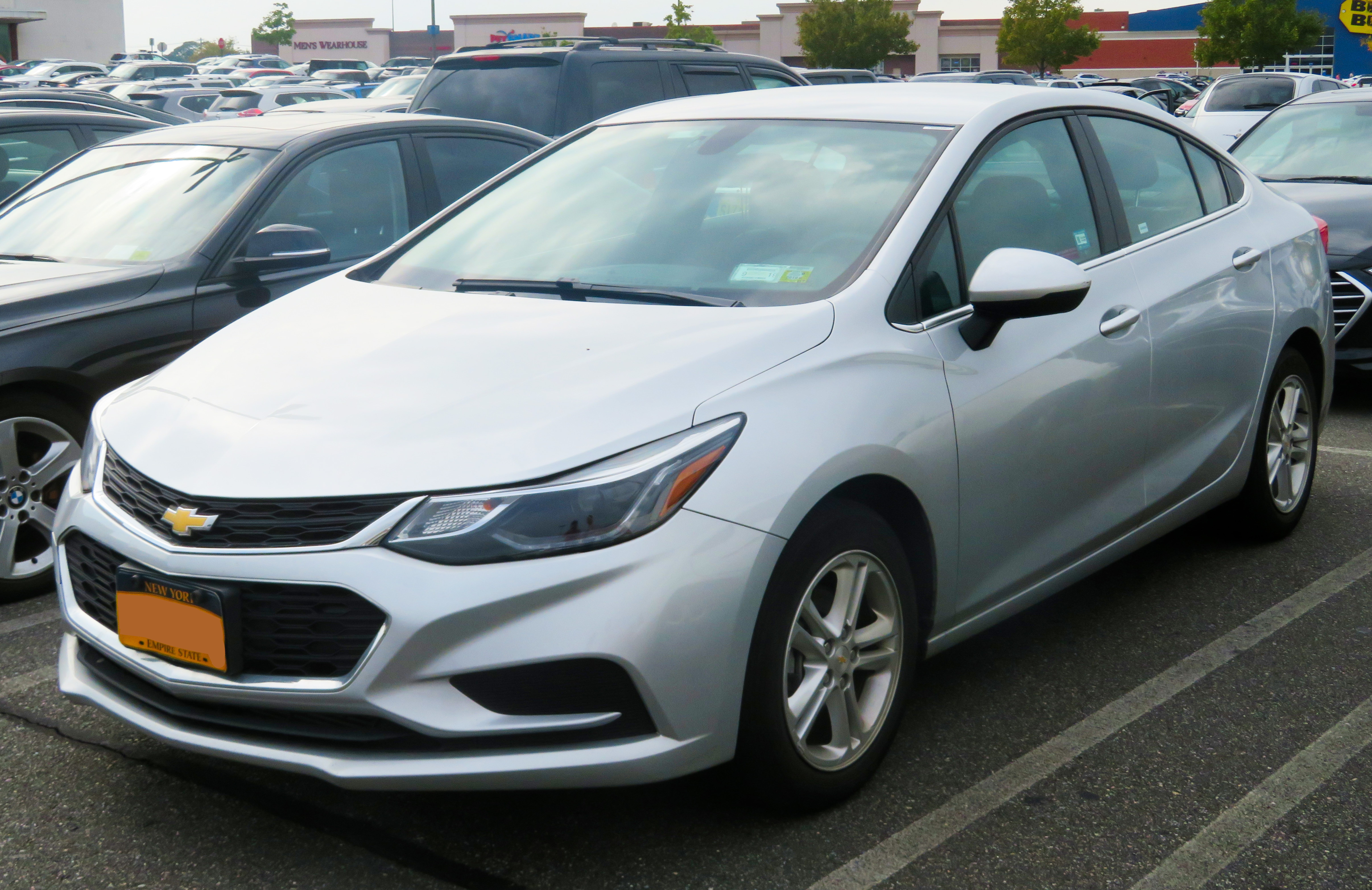
Chevrolet Cruze
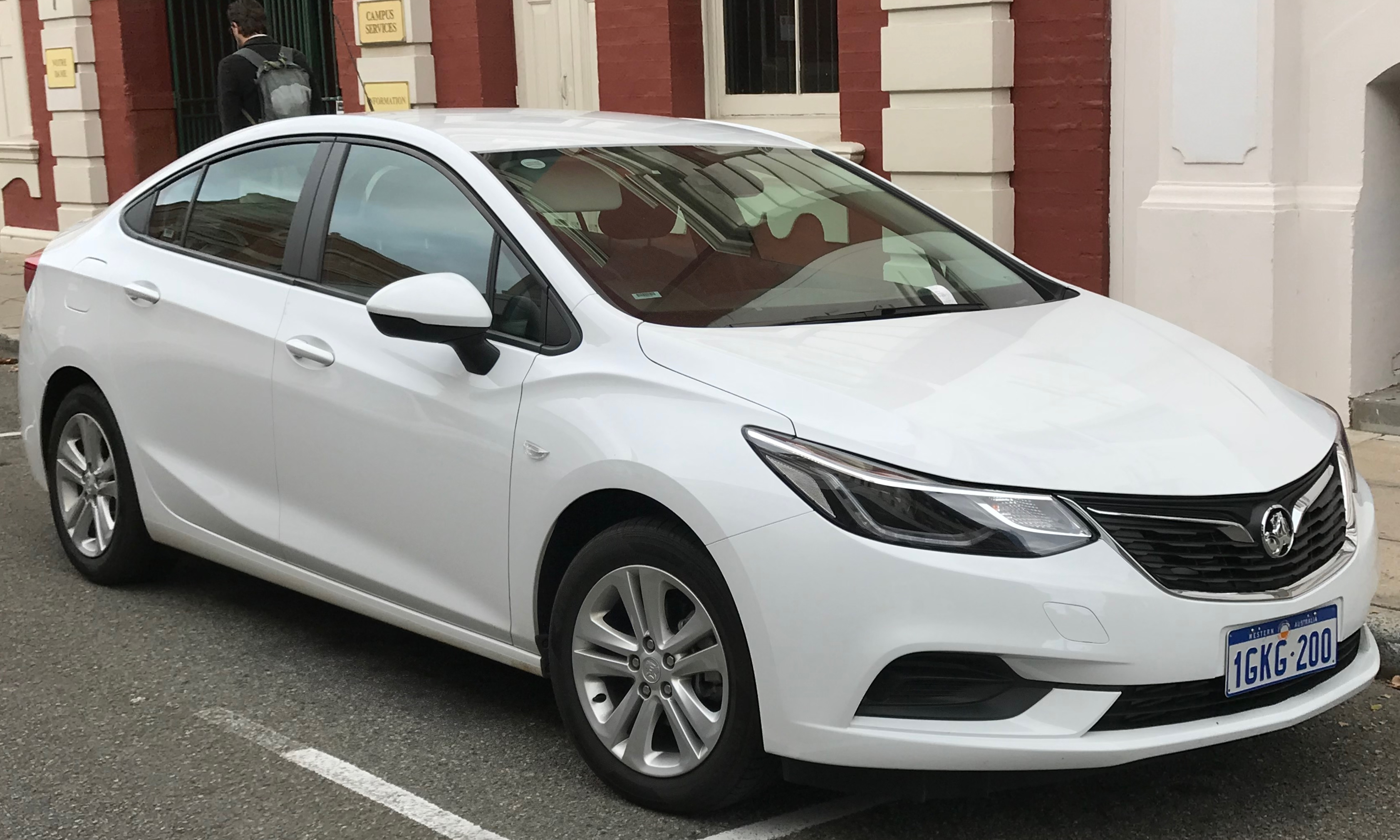
Holden Astra Sedan
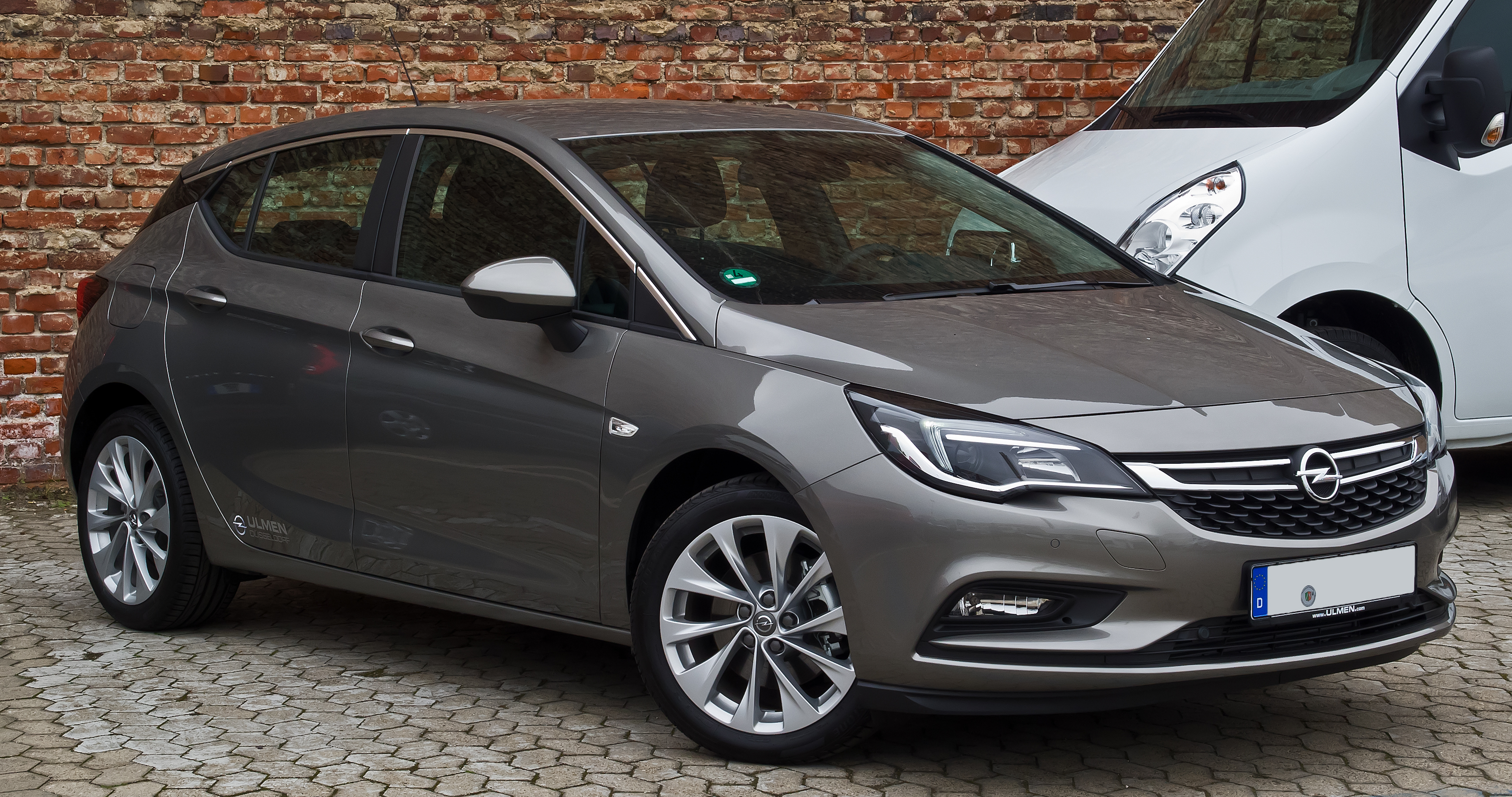
Opel Astra K
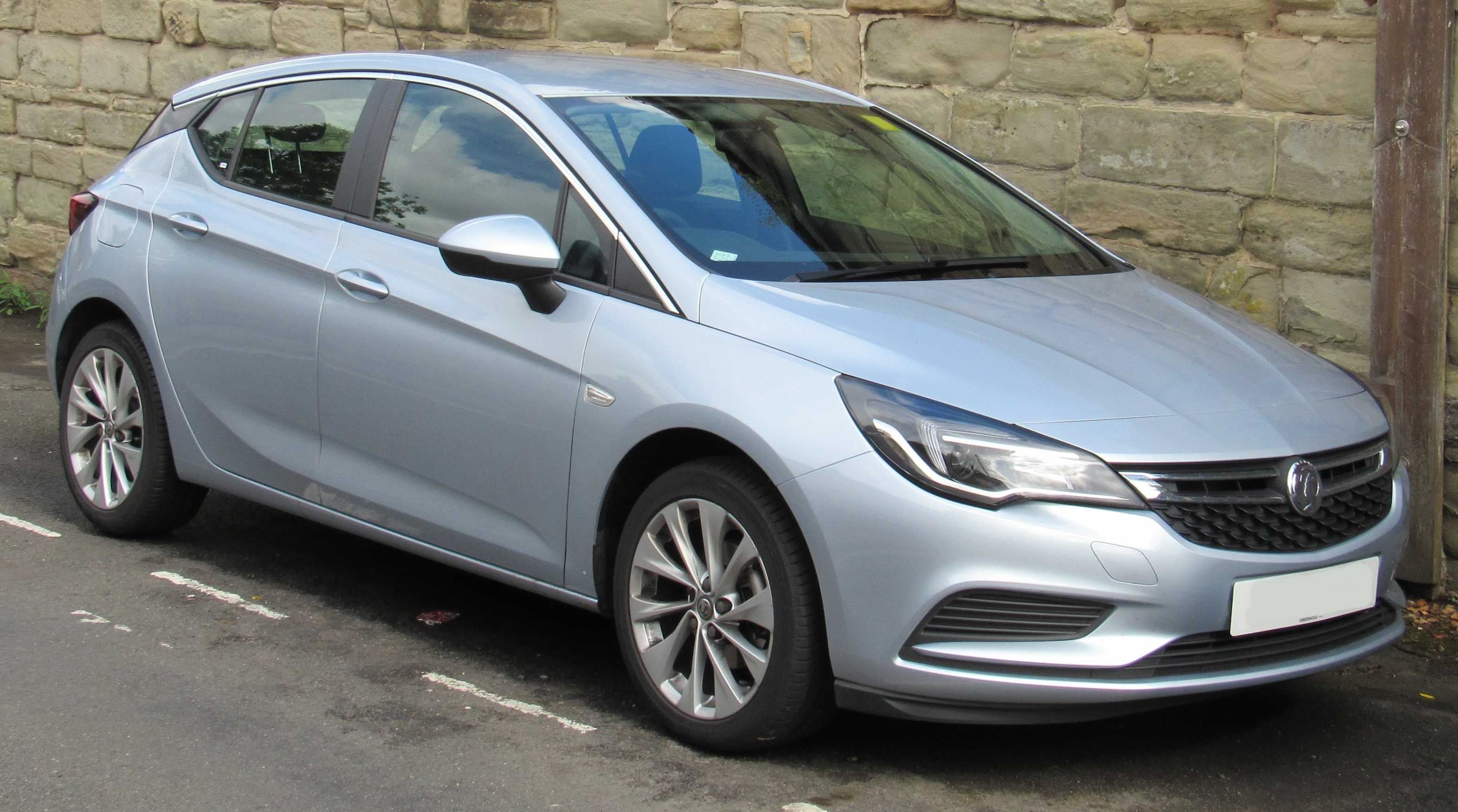
Vauxhall Astra Mk7
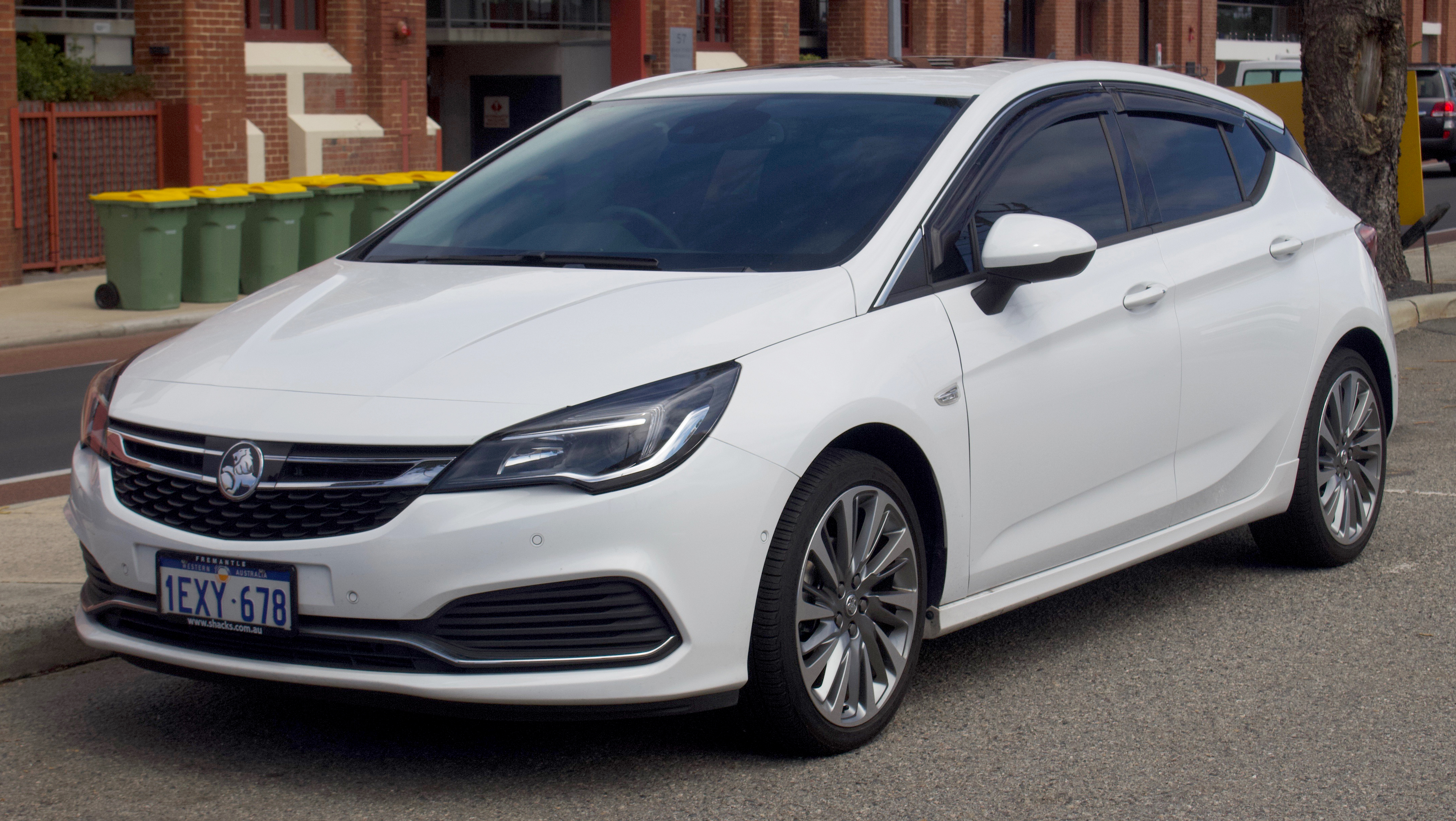
Holden Astra Hatchback
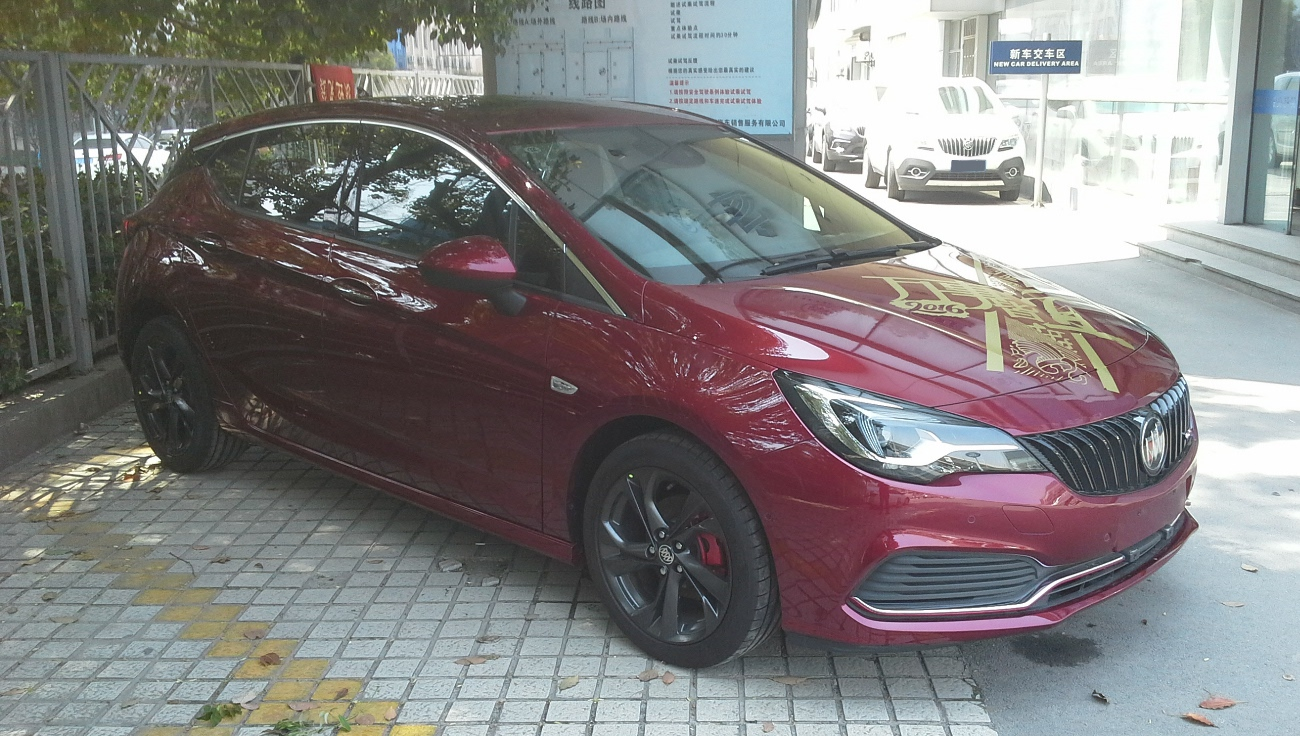
Buick Verano GS
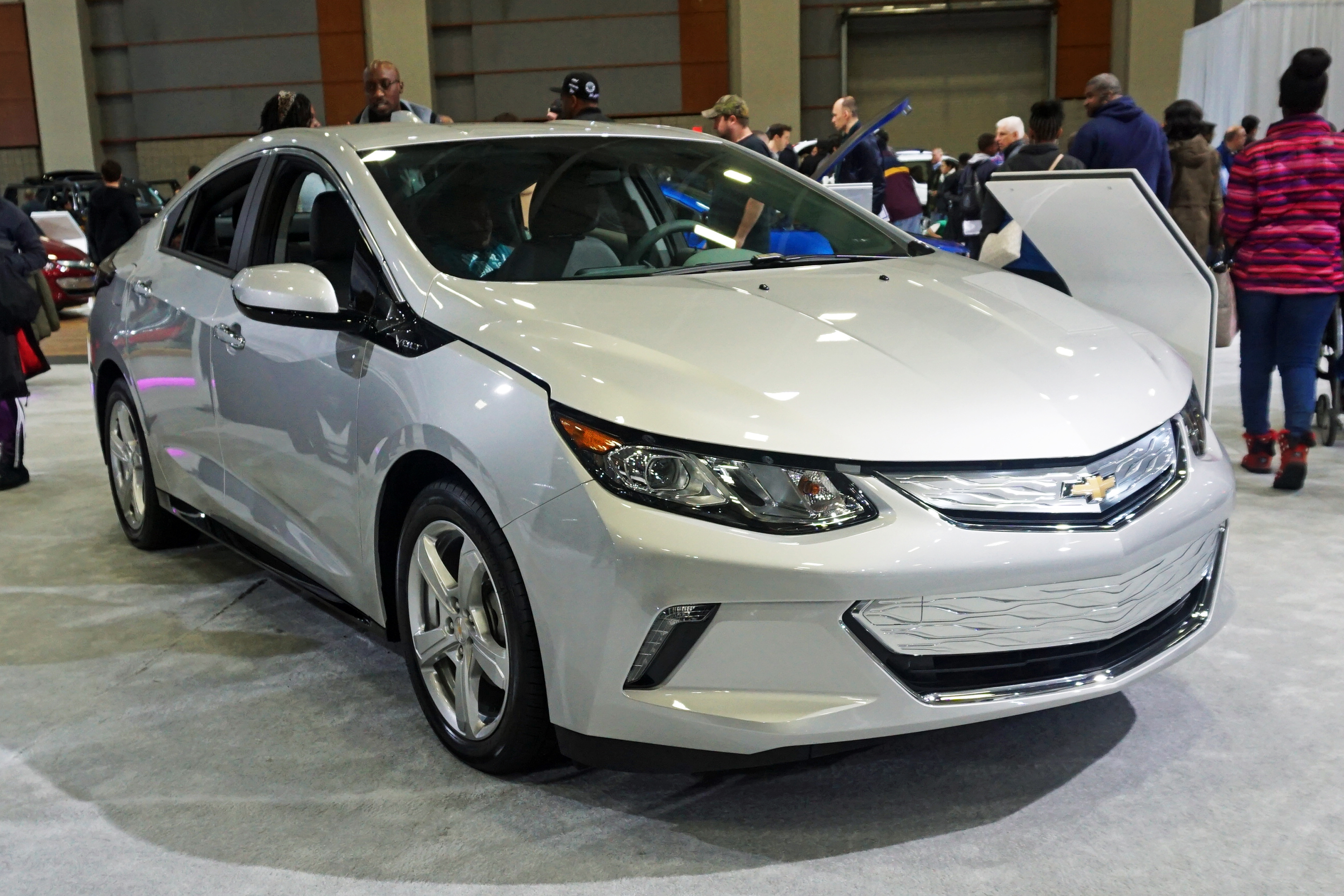
Chevrolet Volt (segunda generación)
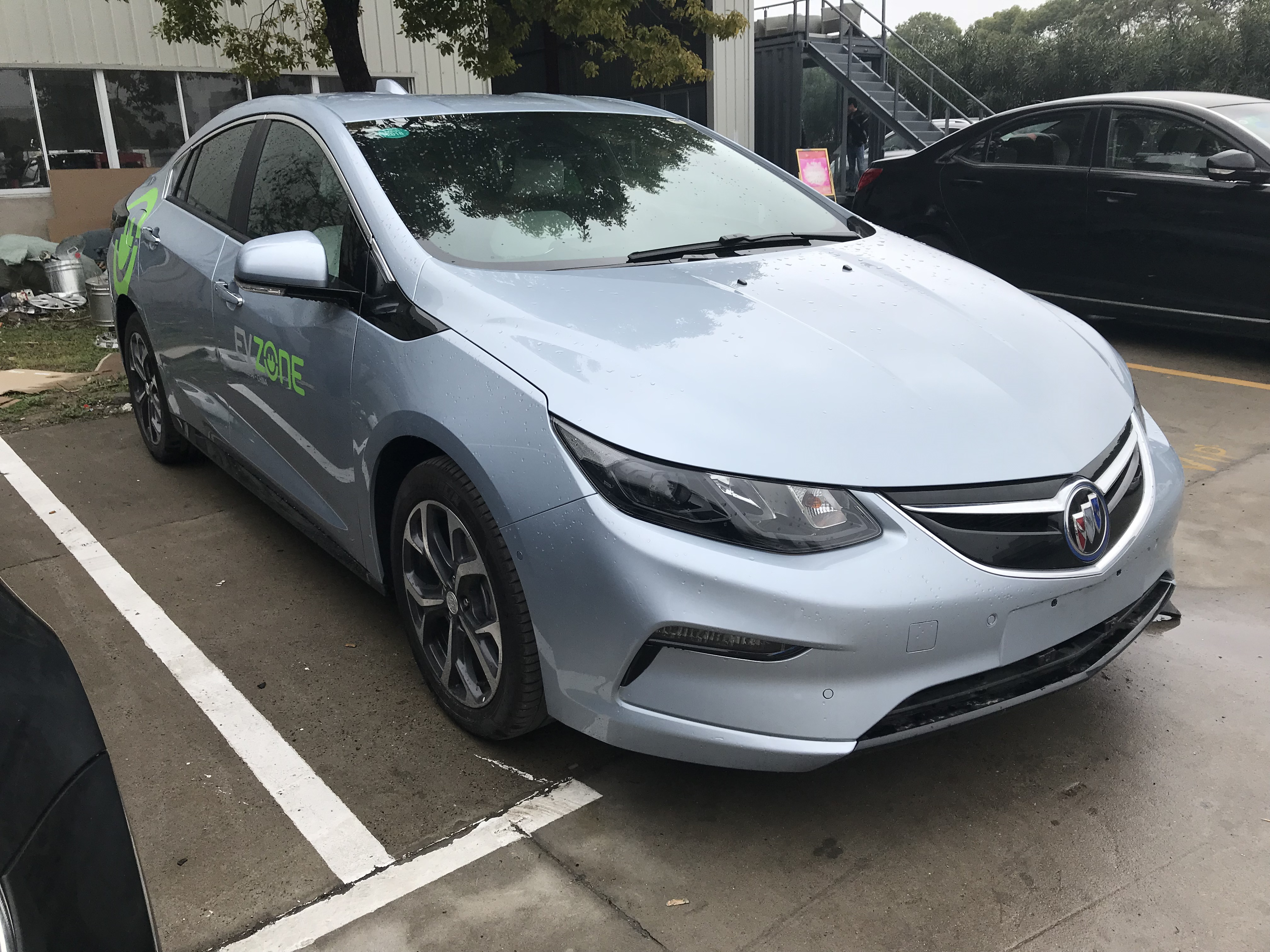
Buick Velite 5
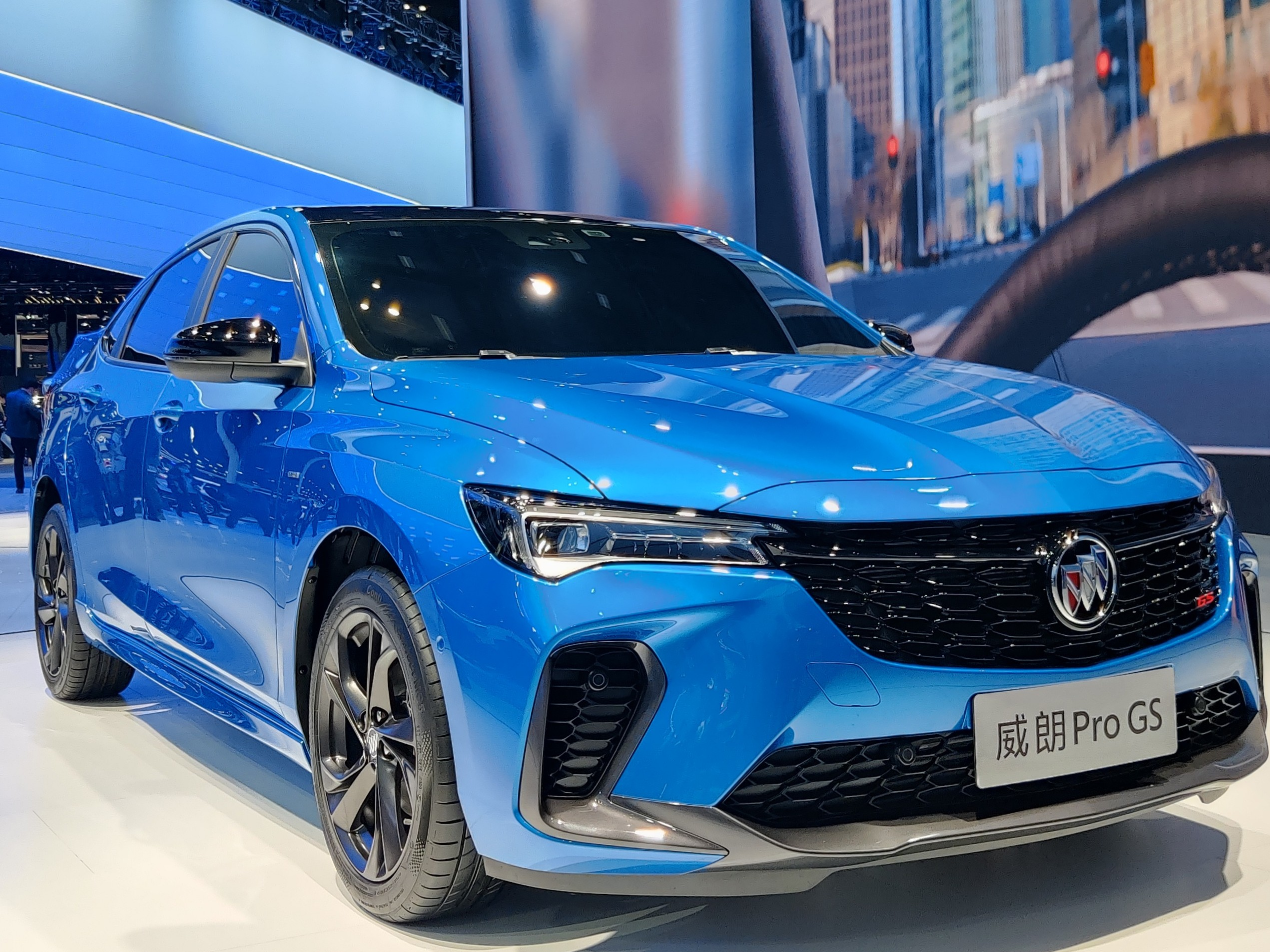
Buick Verano Sedan (tercera generación)
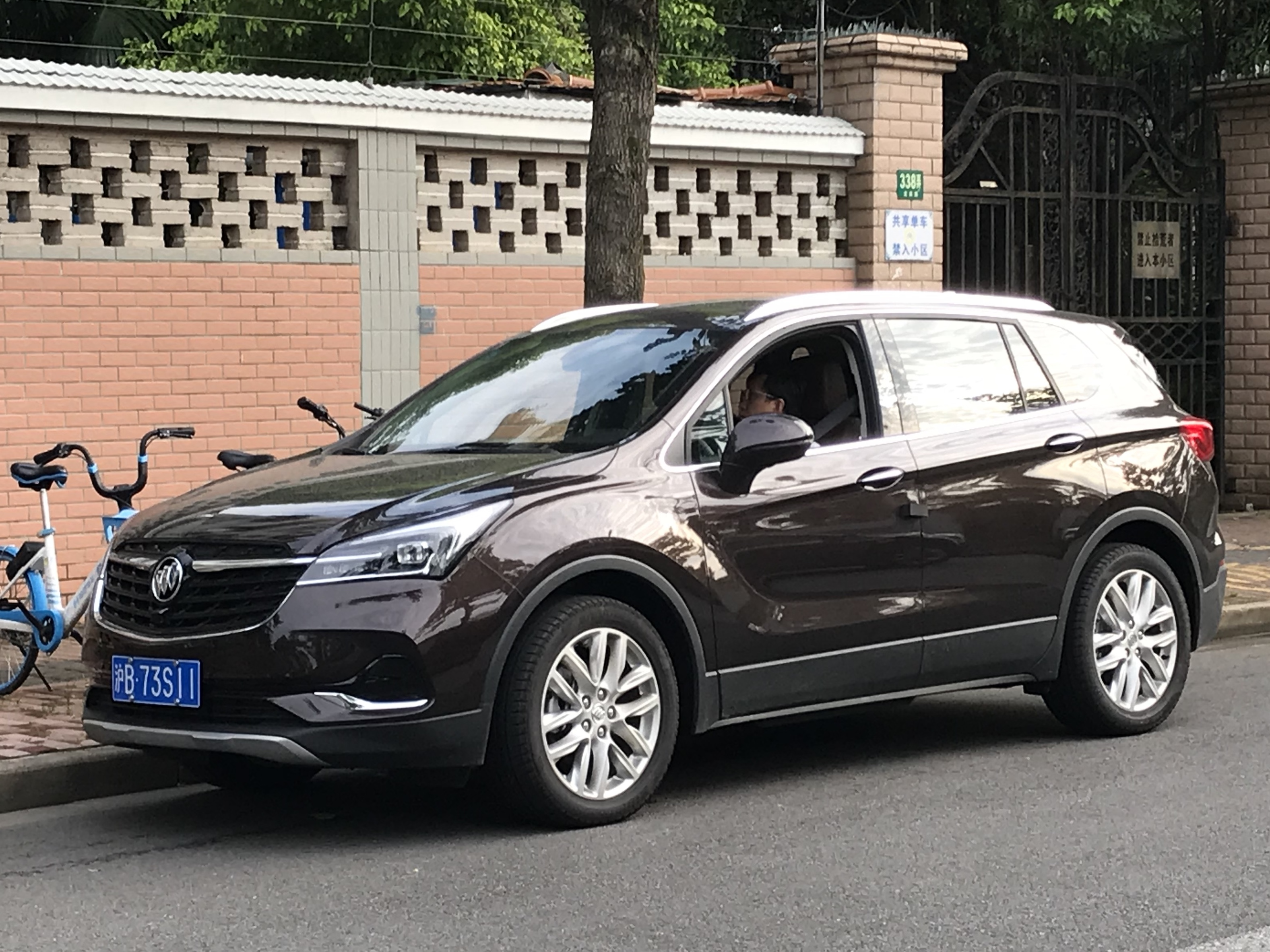
Buick Envision
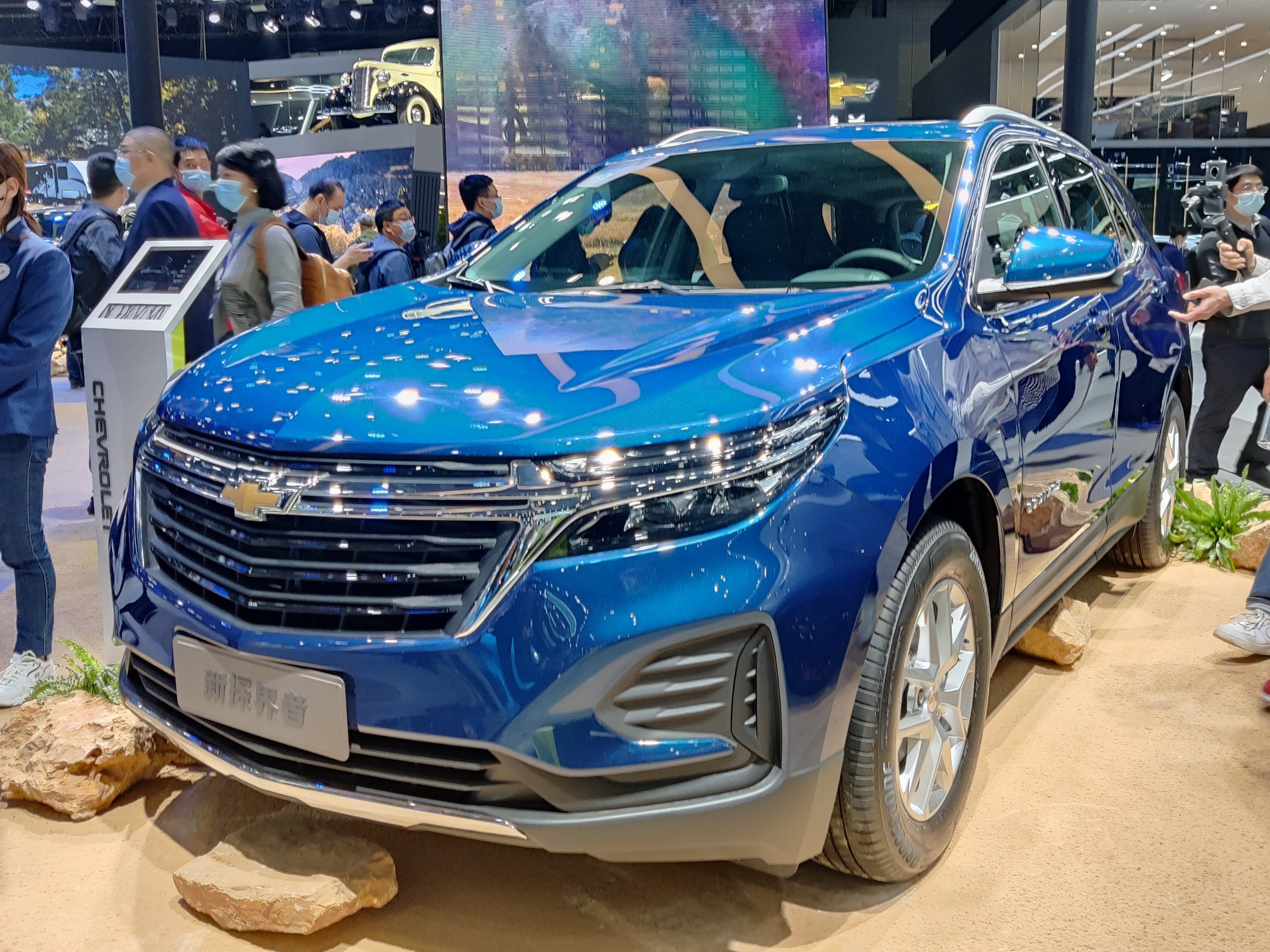
Chevrolet Equinox
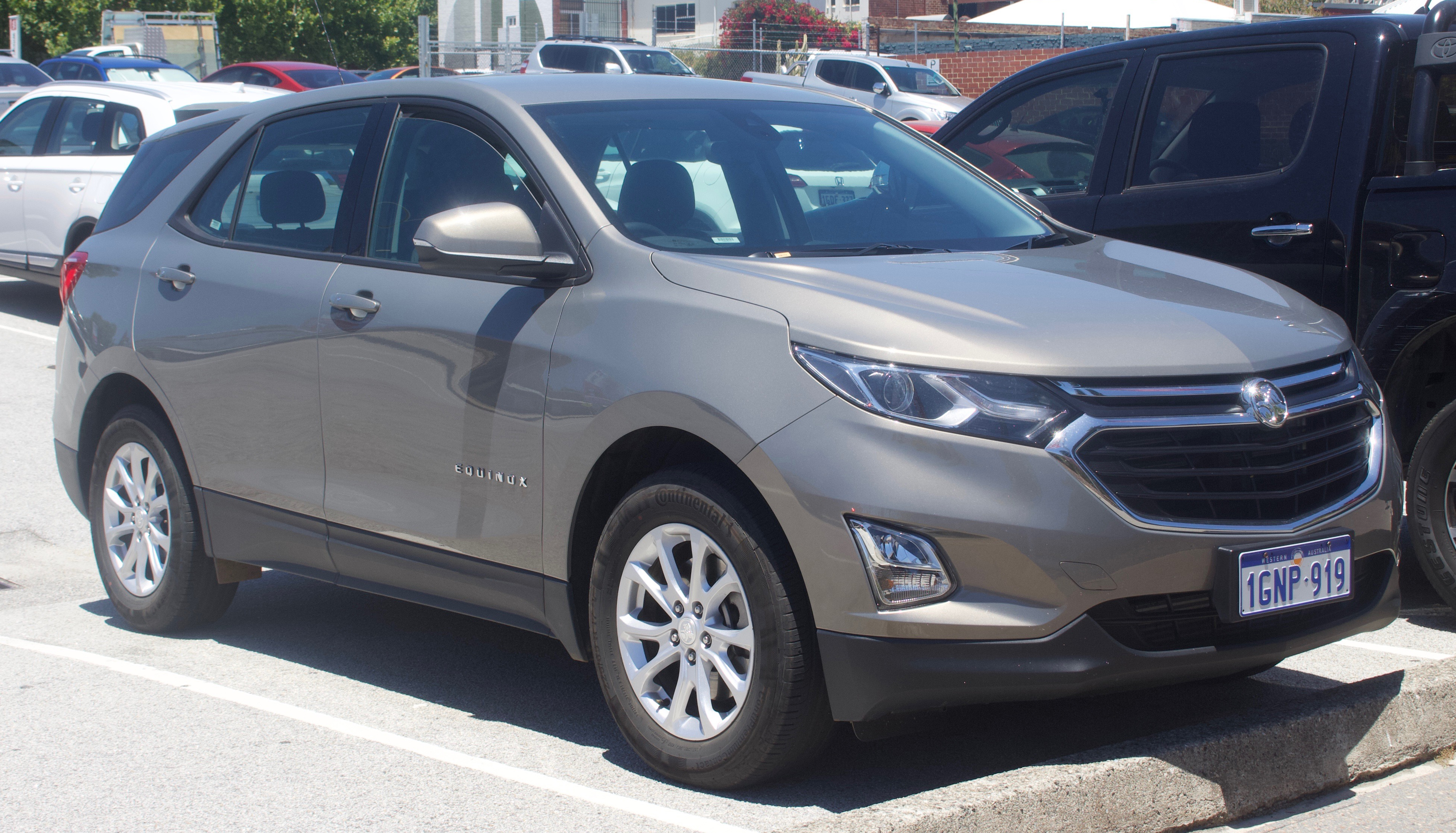
Holden Equinox
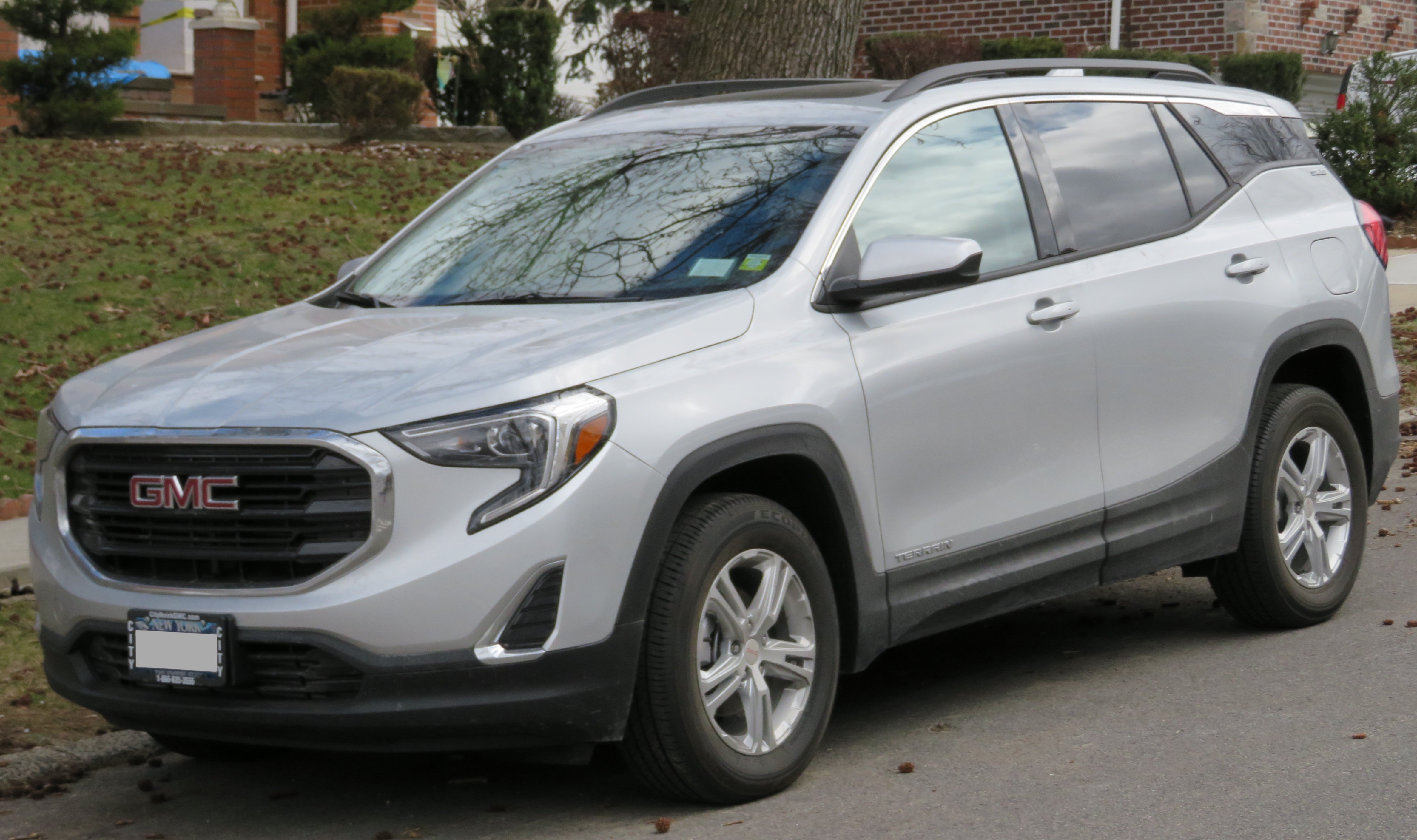
GMC Terrain
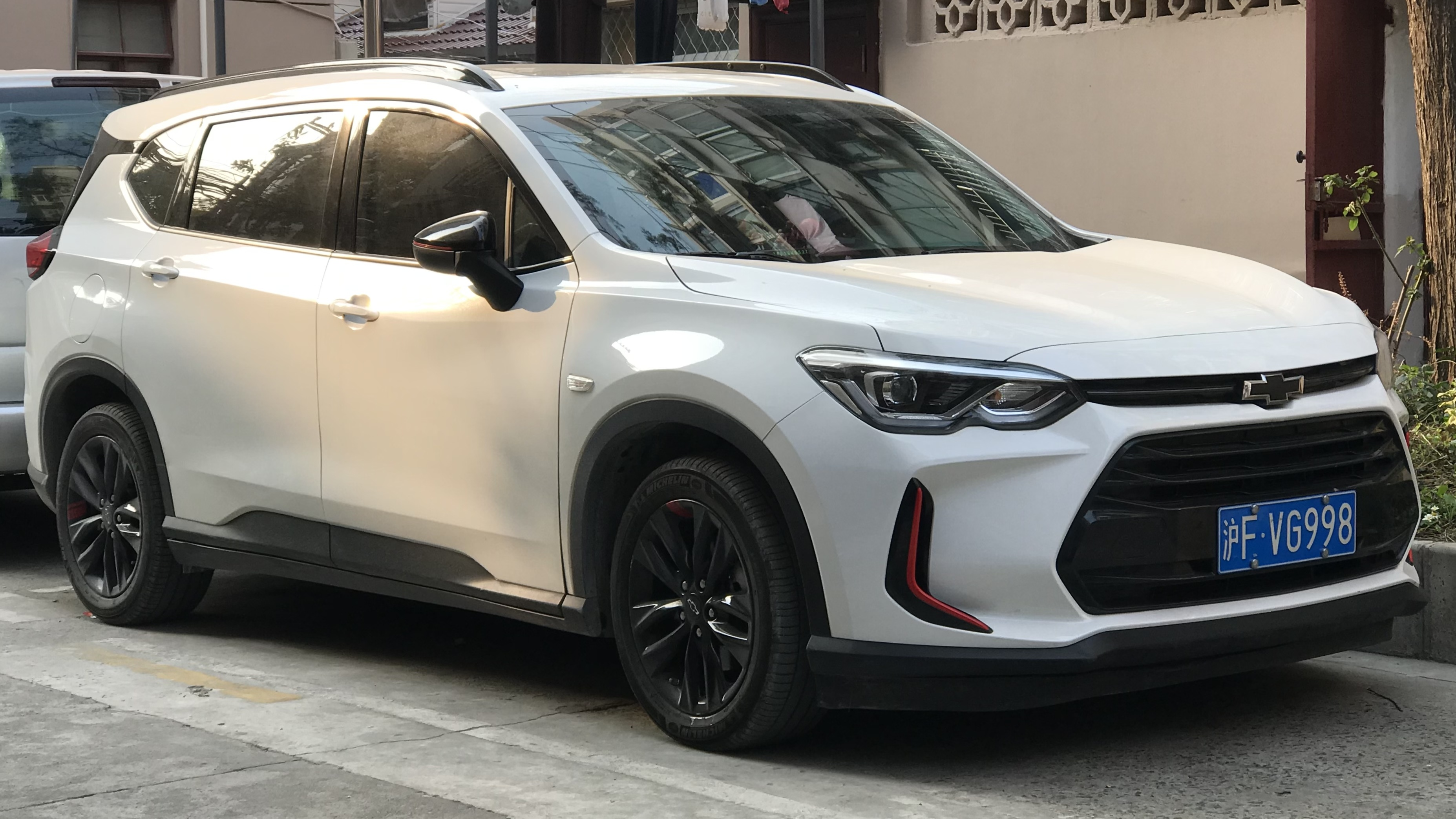
Chevrolet Orlando

### GM-PATAC K
En 2015, Pan Asia Technical Automotive Center (PATAC), el centro de desarrollo conjunto de GM con SAIC, reveló su propia variante simplificada de D2XX, conocida como la plataforma "GM-PATAC K" (en lugar de "K" para distinguirla de la anterior plataformas GM K). Los siguientes vehículos utilizan esta variante de la plataforma, ninguno de los cuales se vende en los Estados Unidos:
- 2015–presente Buick Excelle GT
- 2016–presente Chevrolet Cavalier
- 2017–presente Buick GL6
- 2019–presente Chevrolet Monza

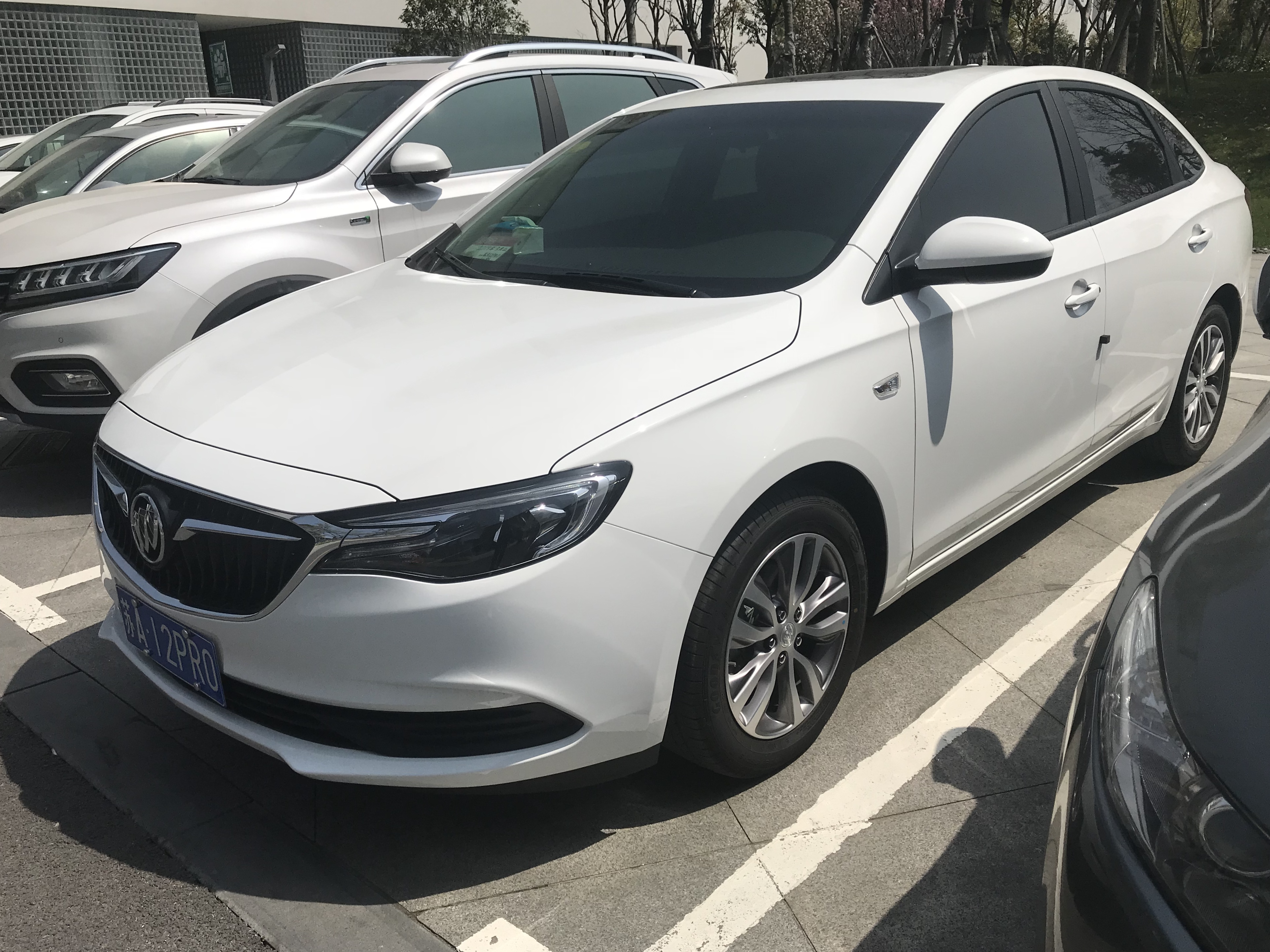
2018 Buick Excelle GT
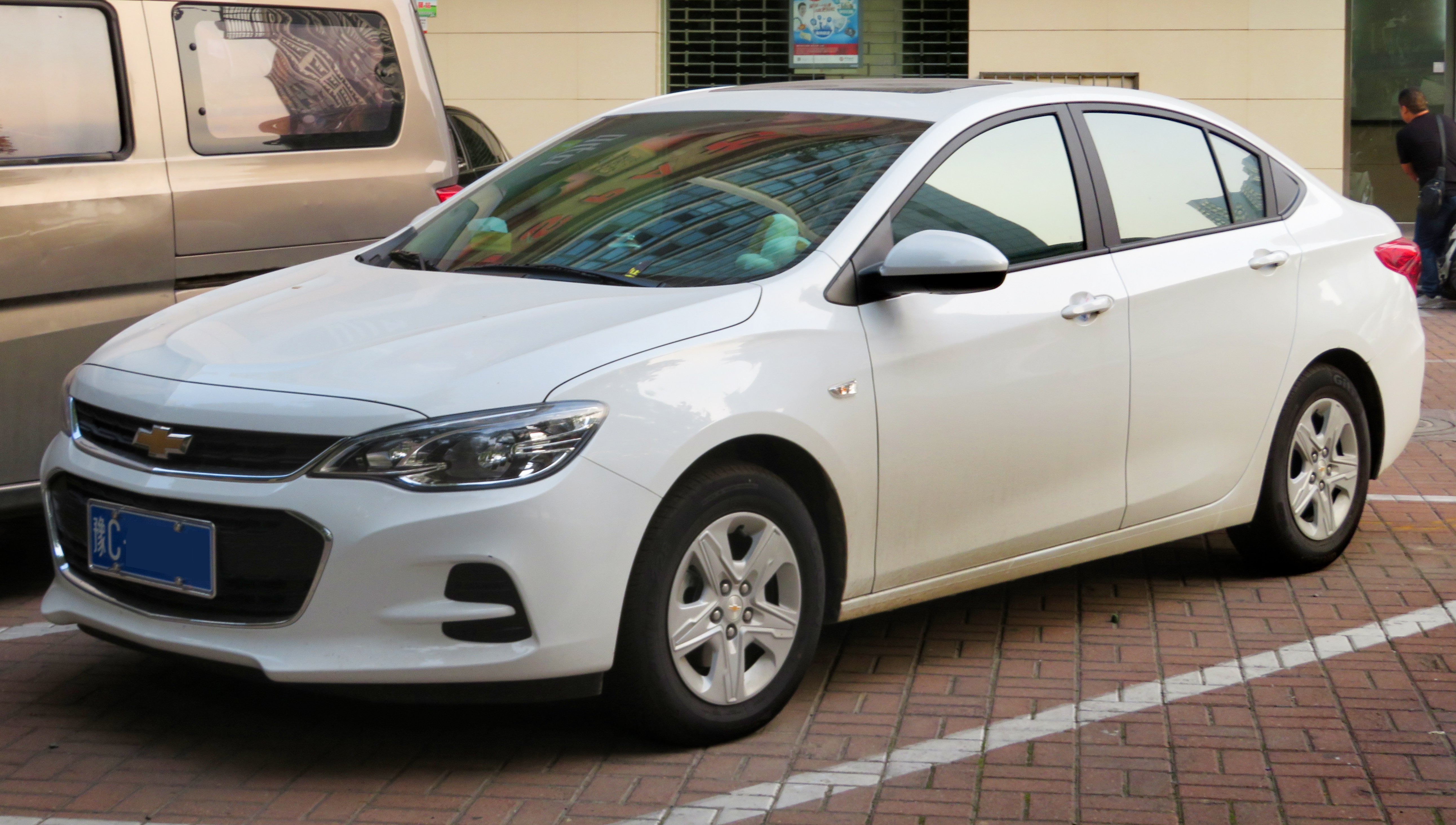
2016 Chevrolet Cavalier
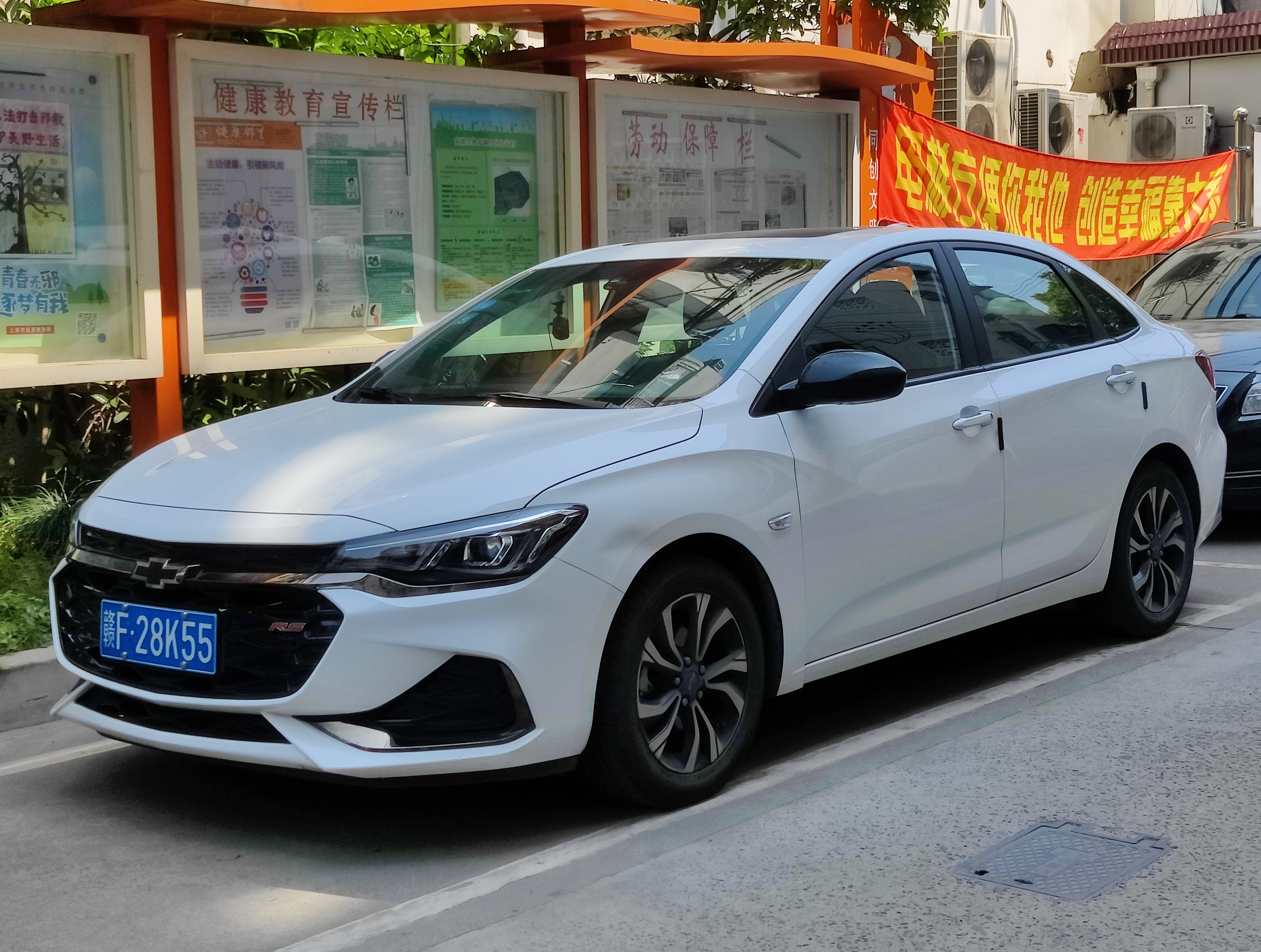
2019 Chevrolet Monza
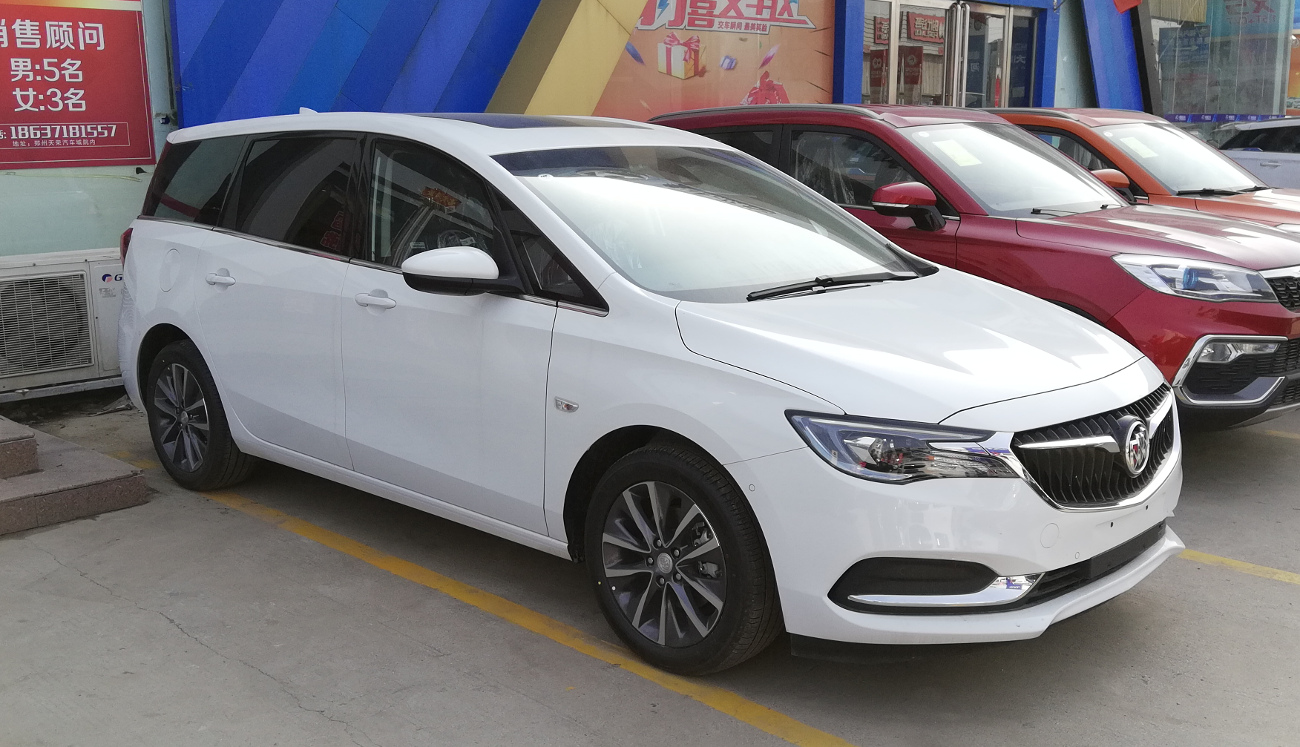
2018 Buick GL6